# 中華郵政

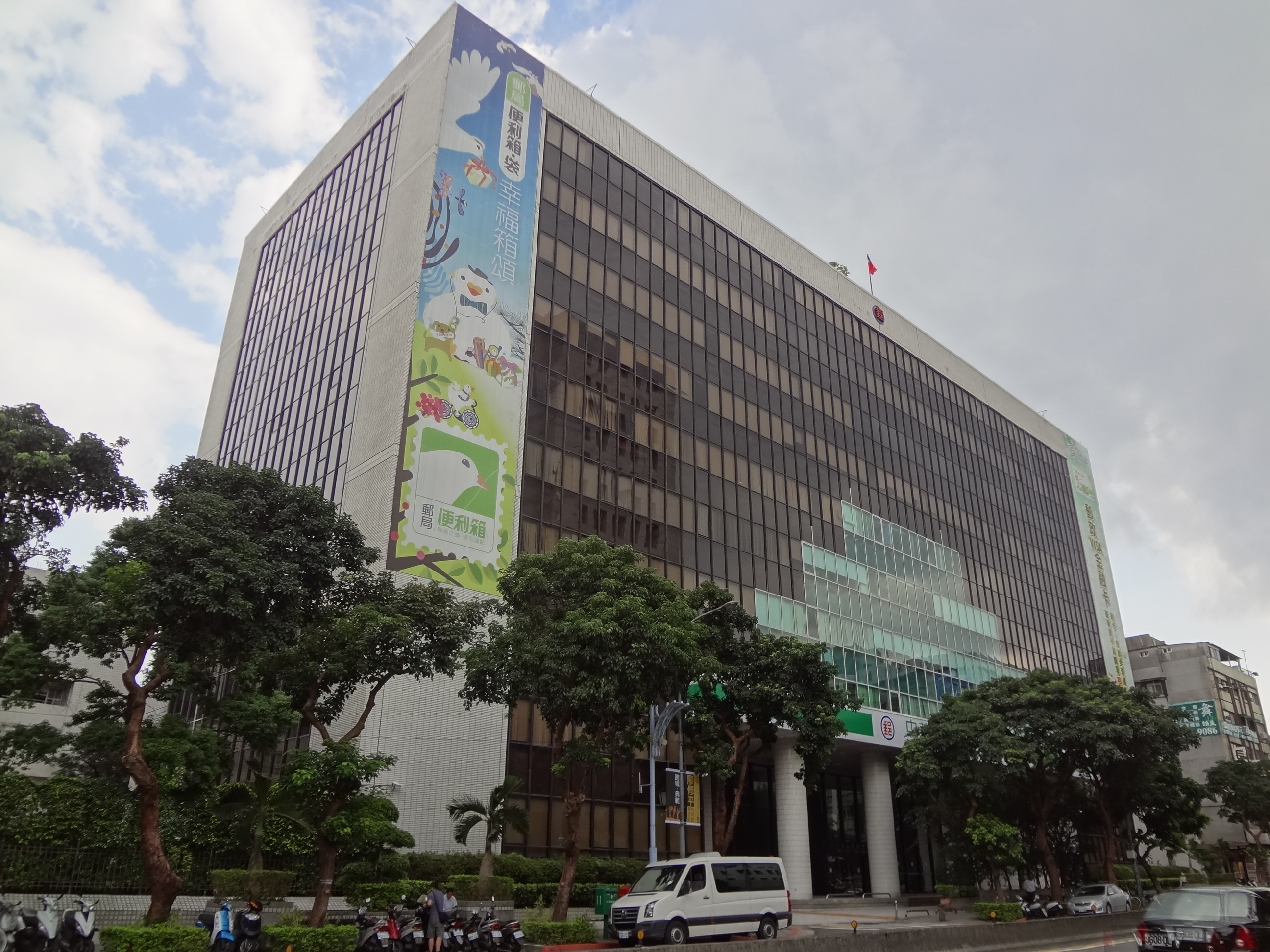
中華郵政金山大樓

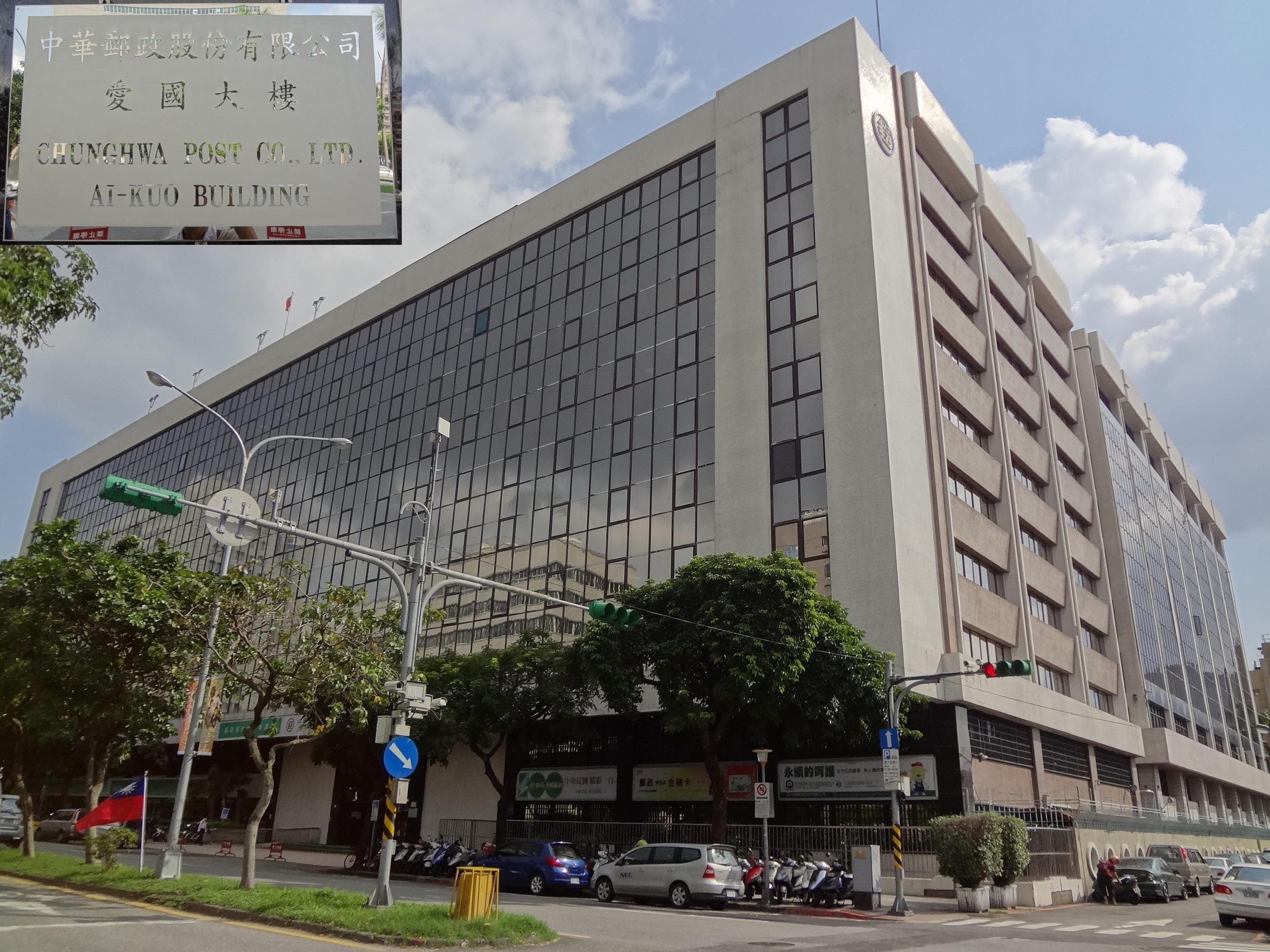
中華郵政愛國大樓

中華郵政是中華民國的郵政事業機構，為中華民國交通部完全持股的國營企業，經常逕稱為郵局。前身為交通部郵政總局，為突破既有的經營限制、並增加市場競爭力，2002年7月中華民國政府修正《郵政法》，並於2003年1月1日將其公司化。其標章由篆體的「郵」字構成。其業務除郵遞相關領域外，亦涵蓋儲匯、人身保險等簡易金融服務（郵政金融）。

## 沿革

### 二戰前

#### 中國大陸

##### 大清郵政

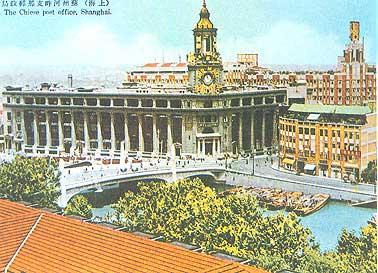
1930年代的上海郵政大樓，是當時中華郵政的國際通郵樞紐。

1866年，清海关试办邮政，在北京、上海、天津、镇江等海关设立邮务办事处，江汉关设立“海关书信馆”。1878年，中国海关总税务司罗伯特·赫德提议设立官方的近代邮政局；当年，北洋通商大臣李鸿章决定于上海、北京、天津、烟台和牛庄（今营口）五处试办邮政业务，并且委派“津海关税务司”德璀琳统管五口邮政；同年，德璀琳要求江海关书信馆向公众开放为海关邮局。1879年，五处邮政办事处以“海关拨驷达书信馆”名称开始营业，1880年改名“海关拔驷达局”。
總郵政司署、郵政總局
1896年3月20日，在交由海关部门试办邮政业务十四年以后，光緒帝根據總理衙門「興辦郵政」的奏摺，海關試辦之郵政正式奉准成為「大清郵政官局」，所有開辦國家郵政事務仍由總稅務司赫德綜理；於是赫德又兼任「總郵政司」，实际仍为海关兼办:30。光绪二十三年一月十九日（1897年2月20日），大清郵政開辦，原海关拔驷达局改隶大清郵政；江海关拨驷达局正式更名为“上海大清邮政局”，1899年改“上海邮政总局”。天津海关拔驷达局改“天津大清邮政局”，简称「大清郵政津局」。1905年，大清邮政脱离海关，独立为邮政体系。1906年，清政府设立“邮传部”。1911年，邮传部接管邮政，邮政从此脱离海关，成为独立的系统，「總郵政司署」改為郵傳部下的「郵政總局」:41:361；從此，郵政業務正式脫離海關（水師、海軍），實現獨立營運，並使用「大清國郵政」作為郵票銘記。

##### 中華郵政
1912年2月12日，袁世凱依宣統帝退位詔書於北京成立中華民國臨時政府，接管郵傳部。「大清郵政」改名為「中華郵政」:411，並啟用「中華民國郵政」作為早期的郵票銘記，直至1949年改用「中華郵政」為止。1912年4月21日，北京臨時政府設立國務院，郵傳部改制為國務院下交通部，仍於原郵傳部所在地辦公。交通部下設郵政司並成立郵政總局。交通部郵政司下郵政總局的建制與原郵傳部下郵政總局相同，但因其一切郵政系統之相關事務仍由外國人繼續主持，故未受北洋政府實際管理或運營。1914年3月1日，中華郵政代表「中華民國」加入萬國郵政聯盟:44。1914年废除按照海关管辖区域设立邮区、副邮区的办法，改为按省划分邮区，设立各省邮务管理局（1931年改称邮政管理局）。
交通部郵政總局
1927年11月1日，國民政府交通部郵政總局於南京成立，並任命時任北京的郵政總局的總辦鐵士蘭為總辦:416；內部先後設有「八處二室一委會」，下轄各區郵政管理局、辦事處等，以管理全國郵政事務為主要職責。
1928年，南北兩總局在上海簽訂共管全國郵政條款。1929年6月12日，交通部郵政總局密令鐵士蘭結束北京總局局務，準備南遷；之後國民政府克復北京，交通部郵政總局即裁撤北京總局，人員、文件均南遷，全國郵政統一。:418
1932年3月满洲国成立后，中华邮政停止在东北的运营而撤到关内。
1934年，国民政府以信函是国家专营业务为根据，勒令各地民信局一律停业，至此中国近代邮政在国内归为统一，邮政通信市场为国家邮政所有，邮政的信函专营权得到进一步确认。 1934年3月27日，交通部邮政总局代局长唐宝书饬令全国各邮政管理局及一等邮局“邮电合设”。
1935年，《郵政法》公布，郵儲總局改制為「郵政儲金匯業局」，隸屬於交通部郵政總局，並同時開辦簡易人壽保險業務。
1937年中國抗日戰爭爆發，7月18日，總局命令各局，在各地機關與民眾撤離前，不得撤退:84。雖然日偽當局在淪陷區成立郵政機構，但各地郵政局仍同中華郵政聯絡並由中華郵政供應郵票，重慶政府在國際通郵樞紐上海設郵政總局上海辦事處，代表重慶指導上海、江蘇、浙江、安徽郵政運作。1938年期日本佔領當局和傀儡政府逐漸開始控制郵政，但一些地區郵政機構維持與重慶的聯絡達5-6年之久，例如上海郵政局直到1943年才被日偽控制。雖受日偽干預控制，淪陷區郵政機構仍通過密函渠道繼續與重慶在重大事務方面保持聯絡。

#### 臺灣
臺灣最早的郵政系統為清治時期的「臺灣郵政總局」。在日治時期，台灣總督府依據日本的郵政體系，重新建立了郵政系統。在第二次世界大戰結束後，中華民國政府接收臺灣，將日治時期的郵政系統收編至中華郵政之下。
清朝時期
1888年，臺灣巡撫劉銘傳參考海關軍事傳遞，發布《臺灣郵政條款》十六條，設置「臺灣郵政總局」。
日治時期
1895年，日本開始統治臺灣，日軍設置野戰郵便局，全臺共二十三所。
1896年，臺灣施行郵便條例，野戰郵便事務移交「臺灣總督府民政局通信課」接管，郵電合辦。
1900年，開辦郵便貯金、匯款業務。
1901年，通信課改制為「臺灣總督府通信局」，至1919年再改制為「臺灣總督府遞信局」。
1924年，遞信局與鐵道部合併為「臺灣總督府交通局」，下設「遞信部」，至第二次世界大戰結束。
1935年，開辦內臺航空郵便（福岡－那霸－臺北）。
1936年，開辦島內定期航空郵便，分為西部線（臺北－臺中－高雄）與東部線（臺北－宜蘭－花蓮港）。

### 二戰後

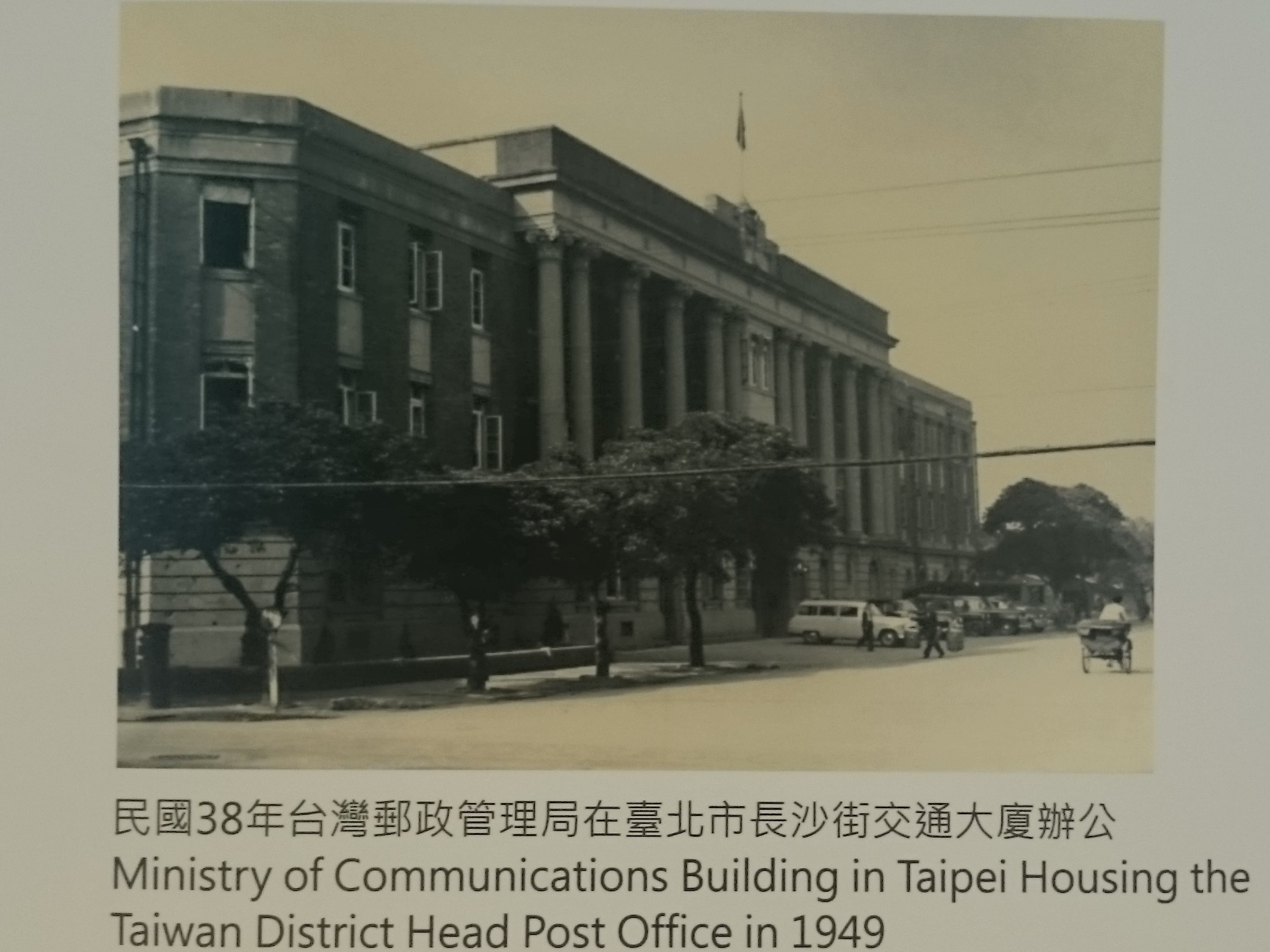
臺灣郵政管理局在臺北市長沙街交通大廈辦公

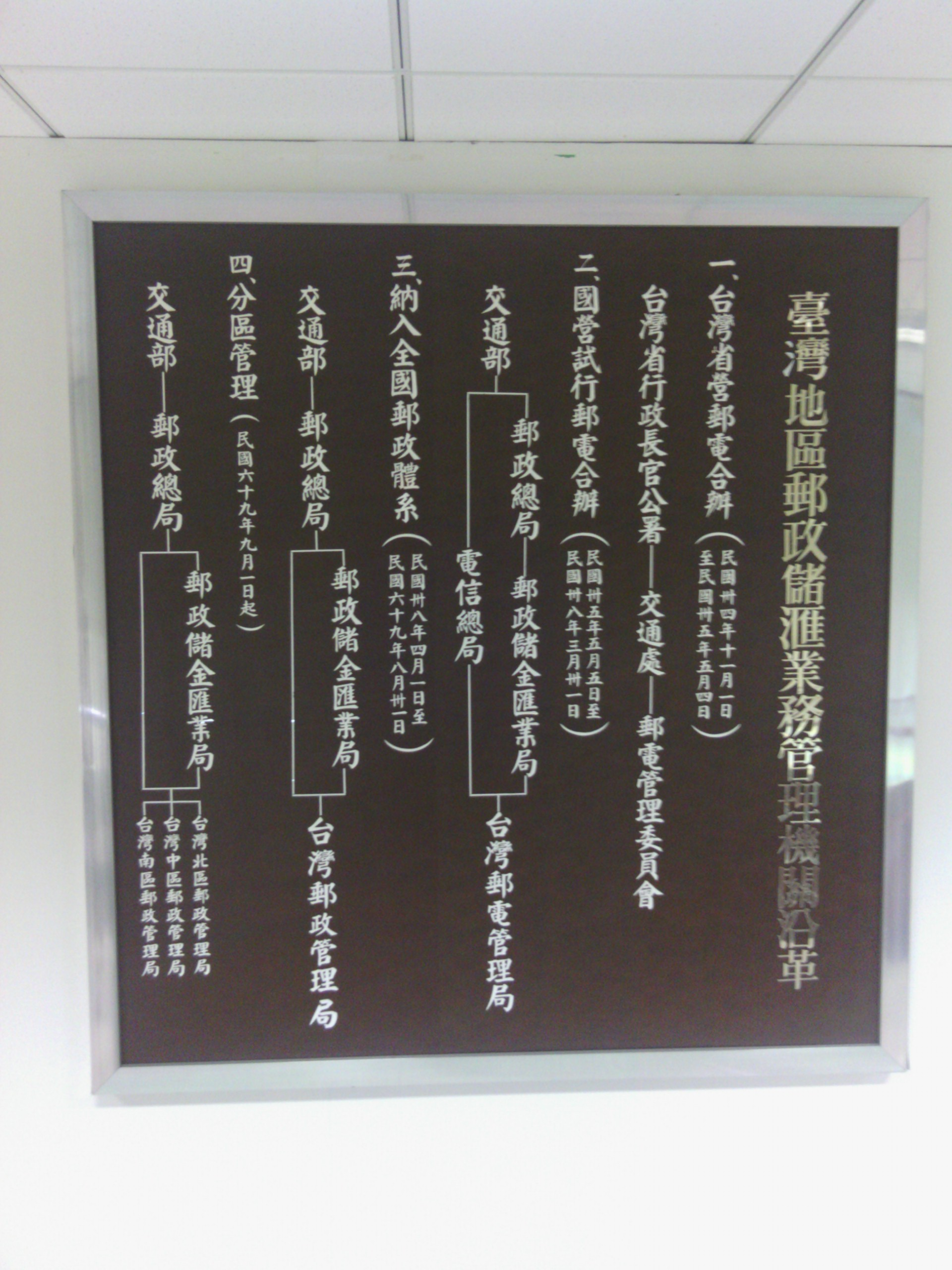
郵政博物館展示的臺灣地區郵政儲匯業務管理機關沿革解說牌

1945年抗日戰爭結束，中華郵政恢復管理各淪陷區郵政，北平、南京及東三省的「偽」郵政總局暫改為郵政總局駐各地之辦事處:89；1945年11月1日，臺灣省行政長官公署交通處郵電管理委員會辦理接收臺灣郵政業務:470。1945年11月17日，由于苏联红军的三个月驻军期满，中华邮政正式接管了满洲国邮政，成立“邮政总局驻长春办事处”，下辖辽宁、锦州、吉林、牡丹江等邮区；并于1946年2月开始发行东北贴用的邮票。11月23日，交通部郵政總局副局長率十人去南京籌備復員事宜，而後郵政總局分批至隔年9月全部自重慶遷回南京:454。
各邮局按照业务繁简设一、二、三等局，均直属省邮政管理局领导。四等邮局为委办性质，以下设邮政代办所与信柜。邮政员佐薪给，邮务长、副邮务长各分3级；甲等及乙等邮务员各分3等，一二等各分6级，三等分3级；邮务佐分四等，一二等各分3级，三四等各分4级，还有试用邮务佐。
1946年5月，臺灣省行政長官公署交通處郵電管理委員會裁撤，交通部在臺北成立「交通部臺灣郵電管理局」，同時直屬郵政總局與電信總局，維持日本郵電合辦舊制度:470,473。
1947年在第12届万国邮政联盟大会上，中国首次入选由19名成员组成的邮联常务理事会，并担任理事会副主席。
1947年，交通部以1896年3月20日為國家郵政開辦日，將每年3月20日訂為「郵政節」。
1948年12月17日，為免南京失守後華南郵務失去中樞，交通部郵政總局設立「西南郵務視導團」以防萬一:467。1949年1月，西南郵務視導團遷至廣州郵局白雲樓辦公；同月底，交通部郵政總局遷往上海:468。
1949年4月1日，臺灣改行中華民國原有的郵電分辦制度:112，成立「交通部臺灣郵政管理局」、交通部臺灣電信管理局，分別隸屬郵政總局與電信總局；所屬各級郵政機構同時改組，法規及業務全部納入中華郵政原有系統:470。
1949年5月20日，上海發生激戰，郵政總局與外界失去聯繫，時駐廣州交通部的局長霍錫祥將西南郵務視導團改組為郵政總局；8月23日，郵政總局駐穗人員分批遷往臺灣，開始在臺北辦公:468。
1965年，交通部郵政總局從臺北縣新店鎮（今新北市新店區）獅頭路遷入臺北郵局郵件大樓辦公。

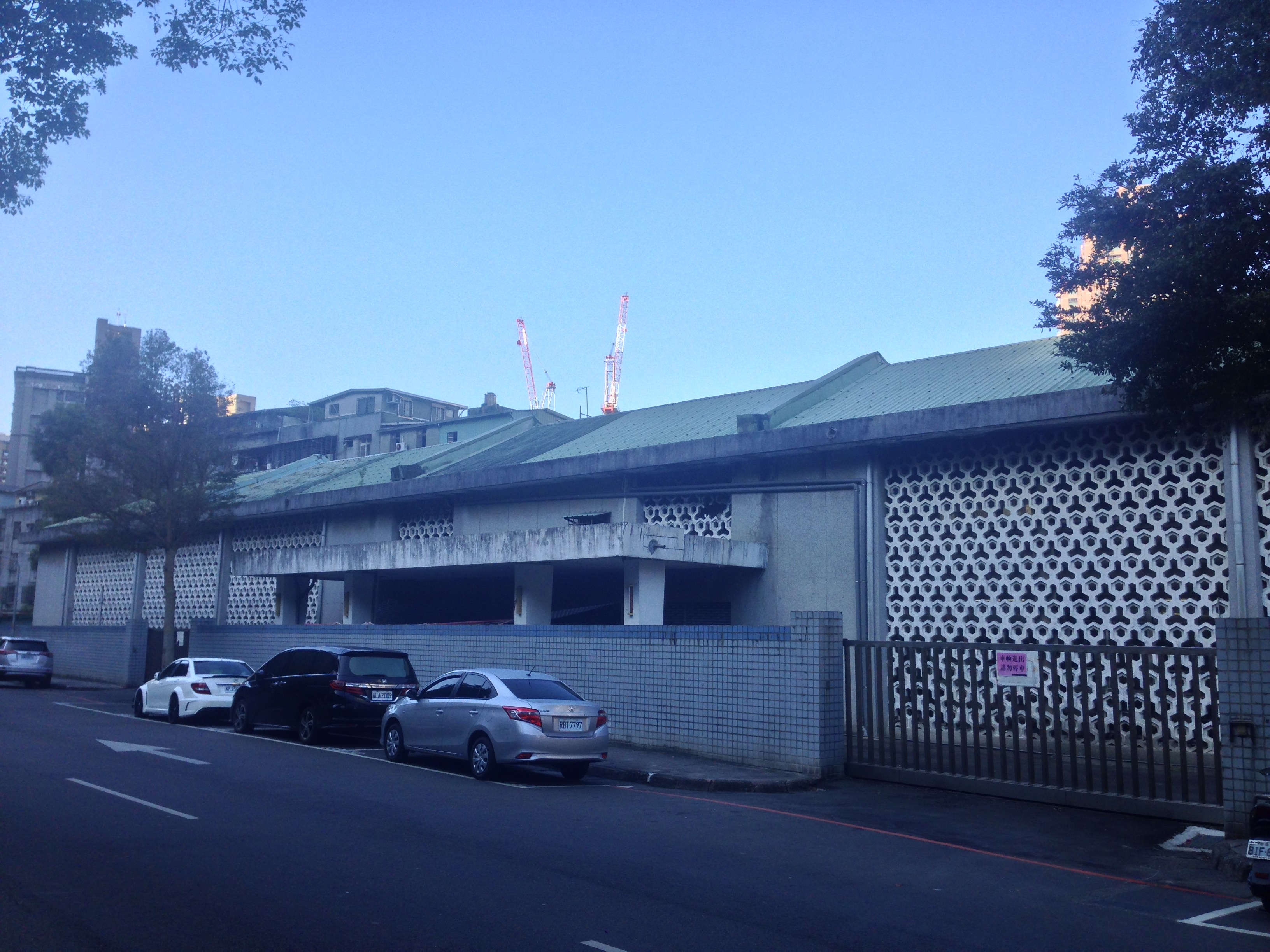
郵政博物館新店舊館

1972年，中華民國因1971年退出聯合國而被迫退出萬國郵政聯盟。
1980年9月1日，因應業務發展及加強經營管理需要，臺灣郵政管理局分割為臺灣北區郵政管理局、臺灣中區郵政管理局、臺灣南區郵政管理局。

### 公司化後
2002年7月10日，總統令修正公布《郵政法》，第3條規定「交通部為提供郵政服務，設國營中華郵政股份有限公司」。2003年1月1日，《郵政法》修正條文施行，交通部郵政總局公司化改制為中華郵政股份有限公司，原郵政管理局之業務改由中華郵政直接管理的責任中心局取代。交通部郵政總局在法律上定義為「郵政機關」，中華郵政在法律上則定義為「郵務機構」。
2007年2月12日，陳水扁政府執政的行政院主導中華郵政更名為「臺灣郵政股份有限公司」，通稱「臺灣郵政」，郵票票銘由「中華民國郵票 REPUBLIC OF CHINA」變更為「臺灣 TAIWAN」，但《郵政法》等相應法規未同時修正。馬英九政府上台後，於2008年8月1日將臺灣郵政復名為「中華郵政股份有限公司」，郵票票銘則變更為「中華民國郵票 REPUBLIC OF CHINA（TAIWAN）」，與中華郵政更名前的差別在於英文部分加註「TAIWAN」字樣。

### 邮旗
- 北洋政府时期至國民政府初期的邮旗（1919年2月7日[22]-1935年2月28日[23]）左上为五色旗，白底缀有灰雁[24]。
- 现今邮旗为中华民国交通部在1931年11月9日公布，旗面为绿色，邮徽置于五条白色条纹间，象征自动盖销机戳纹[25]。管理局用240×160厘米，一等局用192×128厘米，二等局用144×96厘米。

1919年-1935年2月28日
1931年至今

## 現況

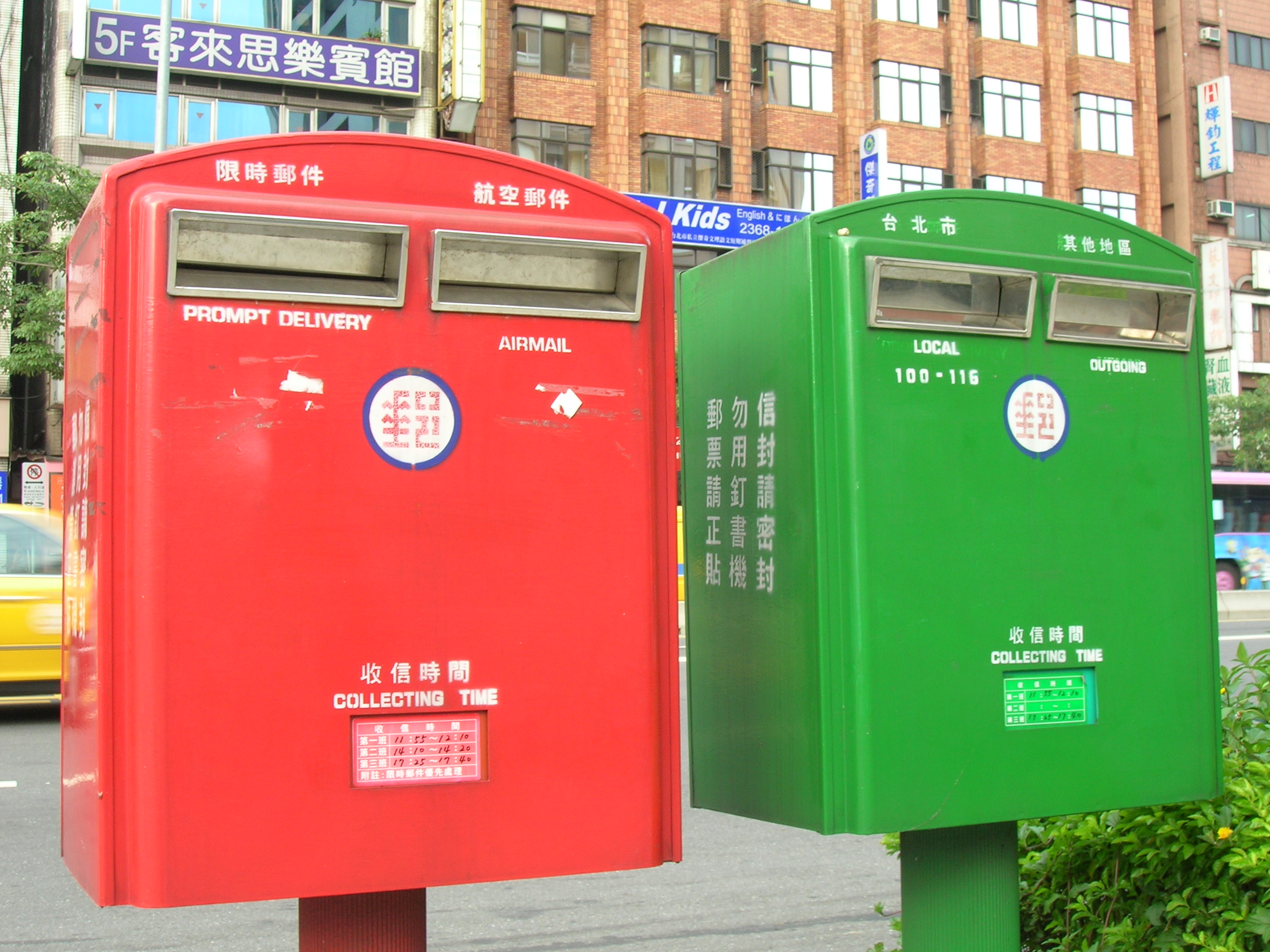
郵局的制式郵筒樣式：
限時信件郵筒（左、紅色）
普通信件郵筒（右、綠色）

中華郵政的營業項目相當多元，其中主要為郵務、金融兩大業務：郵務業務包括郵件遞送與快遞，金融業務則包括郵政儲金、匯兌、簡易人壽保險、房屋貸款、金融商品代銷等。其他服務項目還包括集郵、商品代銷，以及資產營運等經中華民國交通部核可之業務。截至2012年底止，中華郵政在全國各地設有郵局1,322處（不含責任中心局）、委辦機構1,261處（包括郵政代辦所631處、郵票代售處630處）；若將郵局視為一般銀行之分行，是營業據點最多的銀行，遠超過第二名合作金庫商業銀行的288處。除了屏東縣獅子鄉、臺東縣金峰鄉與花蓮縣萬榮鄉外，中華郵政在各鄉鎮市區均設有郵局。
雖然中華民國《郵政法》規定信函（法律中定義為具有通訊性質的文件）必須經由郵局寄發，隨著電話、網際網路等電子通信方式的普及，加上民間快遞業者競爭，使得中華郵政的本業「郵務業務」大幅萎縮；但中華郵政的快捷與包裹服務的定價較民間業者相對便宜，因此在臺灣仍擁有一定的市場佔有率。另一方面，中華郵政經營金融服務的時間相當悠久，2012年的營業額甚至達到全公司營業額的80%，遠超過郵務本業的7.93%，壽險資金約新臺幣6,764億元，儲金總額為臺灣各銀行中第一位。

### 儲匯業務
2017年12月，與台灣Pay（台灣行動支付）合作推出郵政HCE手機VISA卡，支援金融雲支付業務。

2018年8月，發行感應式VISA金融卡

2020年11月，發行悠遊聯名VISA金融卡

2021年11月，發行一卡通聯名VISA金融卡

### 組織編制
| 經營階層 - 董事會 - 董事長 - 總稽核—稽核處 - 總經理：設經營策略設計委員會、郵政資金運用委員會 - 副總經理（共4名） - 主任秘書 - 董事會秘書室 | 直屬單位 - 人力資源處 - 勞工安全衛生處 - 政風處 - 資產營運處 - 儲匯處 - 集郵處 - 各等郵局（共19個責任中心局） - 各級支局 - 臺北郵件處理中心 - 會計處 - 壽險處 - 資金運用處 - 郵務處 - 資訊處 - 公共事務處 - 郵政博物館 - 電子商務室 - 風險管理室 - 法務暨法令遵循室 |

## 歷任首長

### 公司化之前
| 任別 | 姓名   | 就任時間   | 卸任時間   | 備註 |
| ---- | ------ | ---------- | ---------- | ---- |
|      | 何縱炎 | 1955年9月  | 1969年8月  |      |
|      | 王叔朋 | 1969年8月  | 1977年3月  |      |
|      | 施有強 | 1977年3月  | 1979年3月  |      |
|      | 簡爾康 | 1979年3月  | 1983年4月  |      |
|      | 王述調 | 1983年4月  | 1985年11月 |      |
|      | 汪承運 | 1985年11月 | 1989年8月  |      |
|      | 夏荷生 | 1989年8月  | 1992年6月  |      |
|      | 許介圭 | 1992年6月  | 1996年6月  |      |
|      | 陳瓊玲 | 1996年7月  | 2000年5月  |      |
|      | 黄水成 | 2000年5月  | 2000年8月  |      |
|      | 鄭文政 | 2000年8月  | 2002年12月 |      |

### 公司化之後
董事長
| 任別 | 姓名   | 就任時間       | 卸任時間      | 備註                                                                     |
| ---- | ------ | -------------- | ------------- | ------------------------------------------------------------------------ |
| 1    | 張家祝 | 2002年12月25日 | 2003年1月1日  |                                                                          |
| 2    | 許仁壽 | 2003年1月1日   | 2006年3月16日 |                                                                          |
| 代理 | 陳吉雄 | 2006年3月16日  | 2006年5月11日 | 中華郵政副總經理兼代理                                                   |
| 3    | 賴清祺 | 2006年5月11日  | 2007年3月3日  | 原行政院副秘書長 因「改名事件」而請辭                                    |
| 代理 | 何煖軒 | 2007年3月3日   | 2008年6月11日 | 交通部常務次長兼代理                                                     |
| 4    | 吳民佑 | 2008年6月11日  | 2009年5月11日 | 原中華郵政總經理                                                         |
| 5    | 游芳來 | 2009年5月11日  | 2013年2月17日 | 原交通部政務次長                                                         |
| 6    | 李紀珠 | 2013年2月17日  | 2013年8月7日  | 原金融監督管理委員會政務副主任委員                                       |
| 代理 | 陳純敬 | 2013年8月7日   | 2013年11月4日 | 交通部政務次長代理                                                       |
| 7    | 翁文祺 | 2013年11月4日  | 2017年6月30日 |                                                                          |
| 代理 | 王國材 | 2017年6月30日  | 2018年5月11日 | 交通部政務次長代理                                                       |
| 8    | 魏健宏 | 2018年5月11日  | 2019年5月15日 |                                                                          |
| 代理 | 王國材 | 2019年5月15日  | 2019年6月27日 | 交通部政務次長代理                                                       |
| 9    | 吳宏謀 | 2019年6月28日  | 2024年8月21日 | 原交通部部長、臺灣港務公司董事長、政務委員兼行政院公共工程委員會主任委員 |
| 10   | 王國材 | 2024年8月21日  | 現任          | 原交通部部長、中華郵政代理董事長                                         |

## 郵政區域劃分
中華郵政公司化之後，原有的郵區制度與郵政管理局被廢止，改以總公司直接管理的「責任中心局」取代，以一縣、市、直轄市設一責任中心局為原則，並由各責任中心局管理轄區內各級郵局。責任中心局除負責執行總公司政策外，也是各自具有獨立性與完整性之業務經營團隊，以促使經營績效得以不斷成長。責任中心局最初有23個，之後因公司組織調整，在2013年3月1日將中壢郵局併入桃園郵局、豐原郵局併入臺中郵局、鳳山郵局併入高雄郵局，然後在2018年1月1日將新營郵局併入臺南郵局，責任中心局總數則縮減至19個。
| - 基隆郵局（共38支局） - 臺北郵局（共172支局） - 板橋郵局（共92支局） - 三重郵局（共57支局） - 桃園郵局（共93支局） - 新竹郵局（共58支局） - 苗栗郵局（共37支局） - 臺中郵局（共126支局） - 彰化郵局（共61支局） - 南投郵局（共43支局） - 雲林郵局（共39支局） - 嘉義郵局（共55支局） - 臺南郵局（共114支局） - 高雄郵局（共162支局） - 屏東郵局（共67支局） - 宜蘭郵局（共36支局） - 花蓮郵局（共39支局） - 臺東郵局（共27支局） - 澎湖郵局（共9支局） |

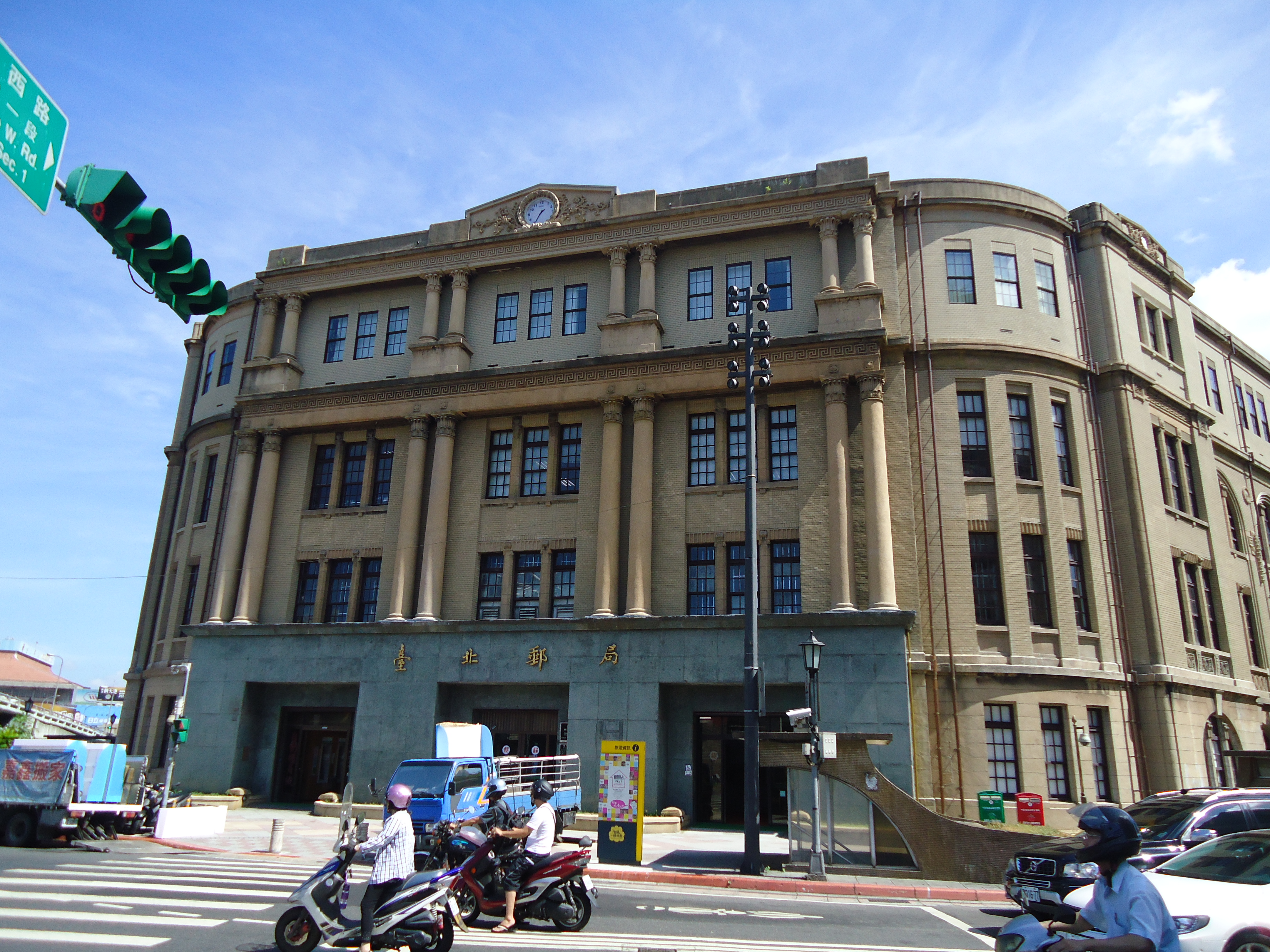
臺北北門郵局
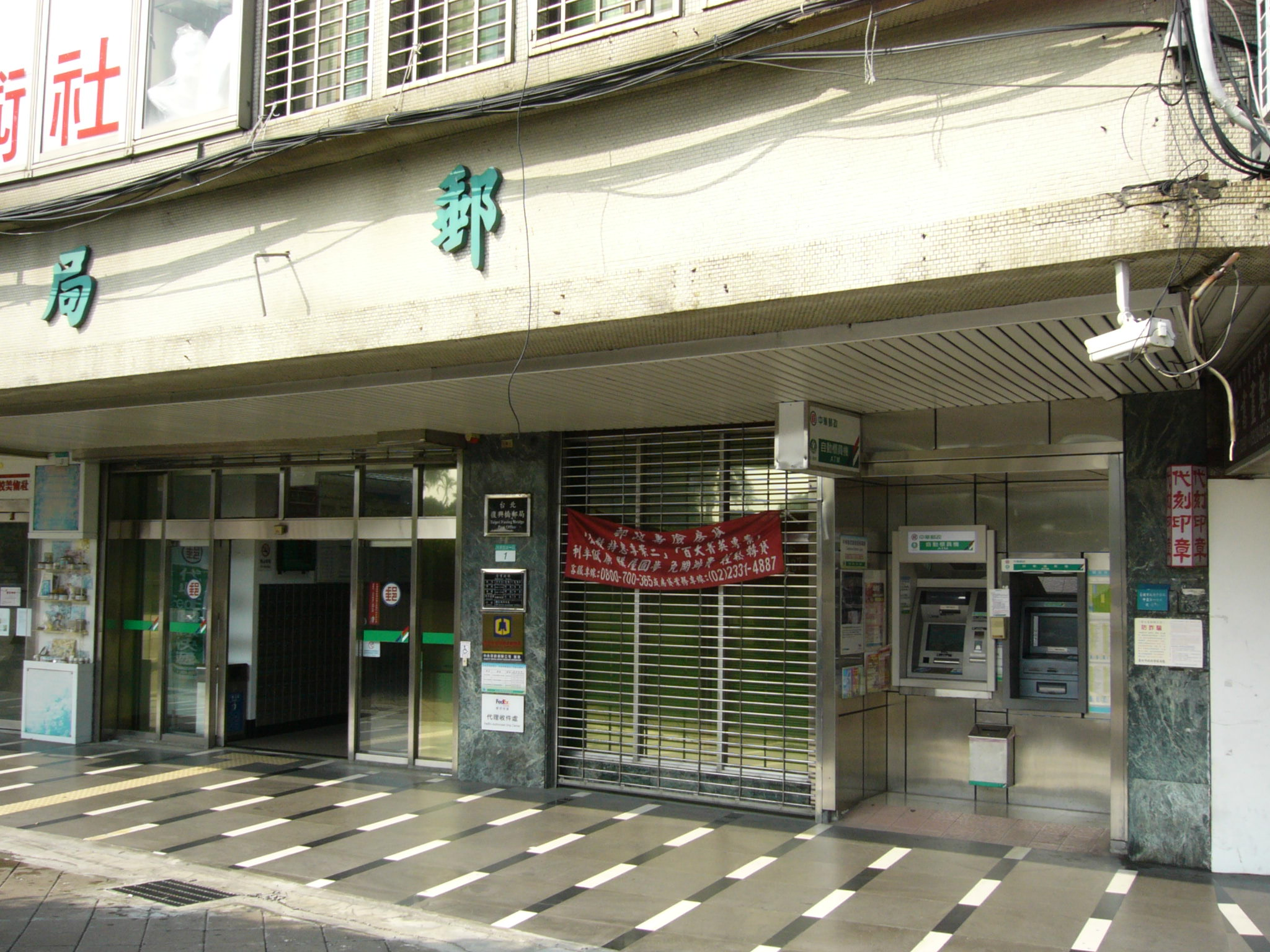
臺北復興橋郵局
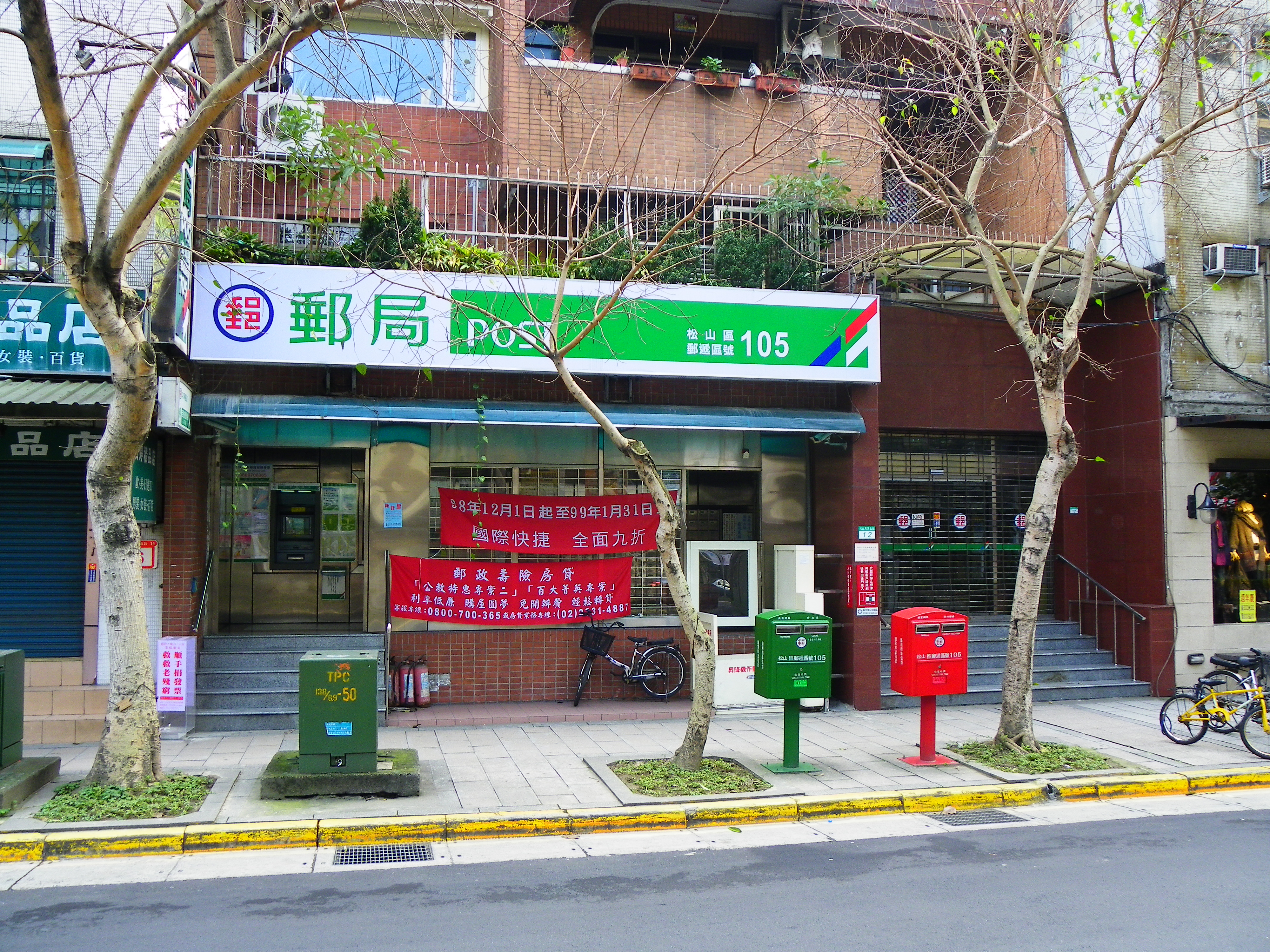
臺北延壽郵局
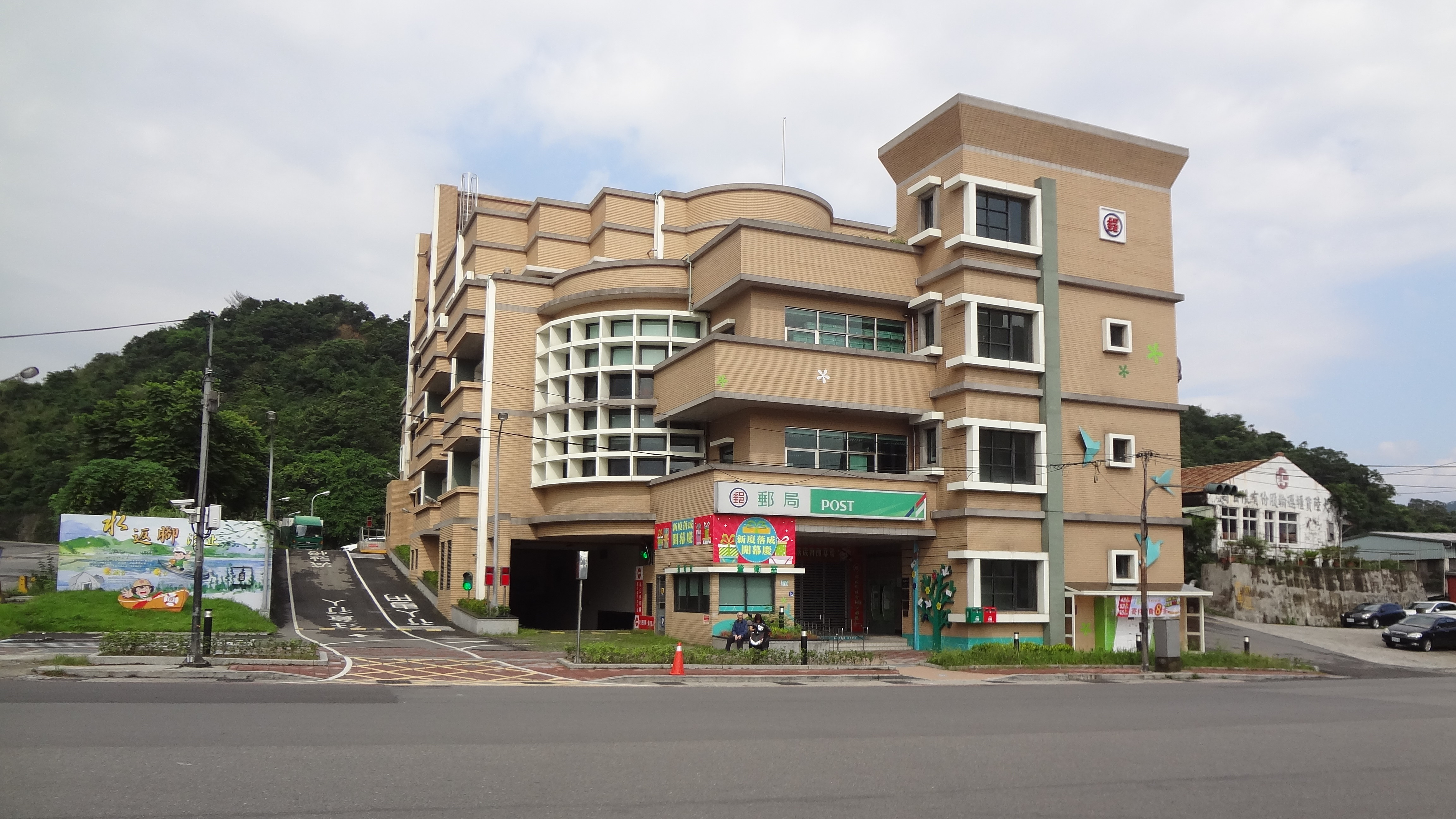
新北汐止郵局
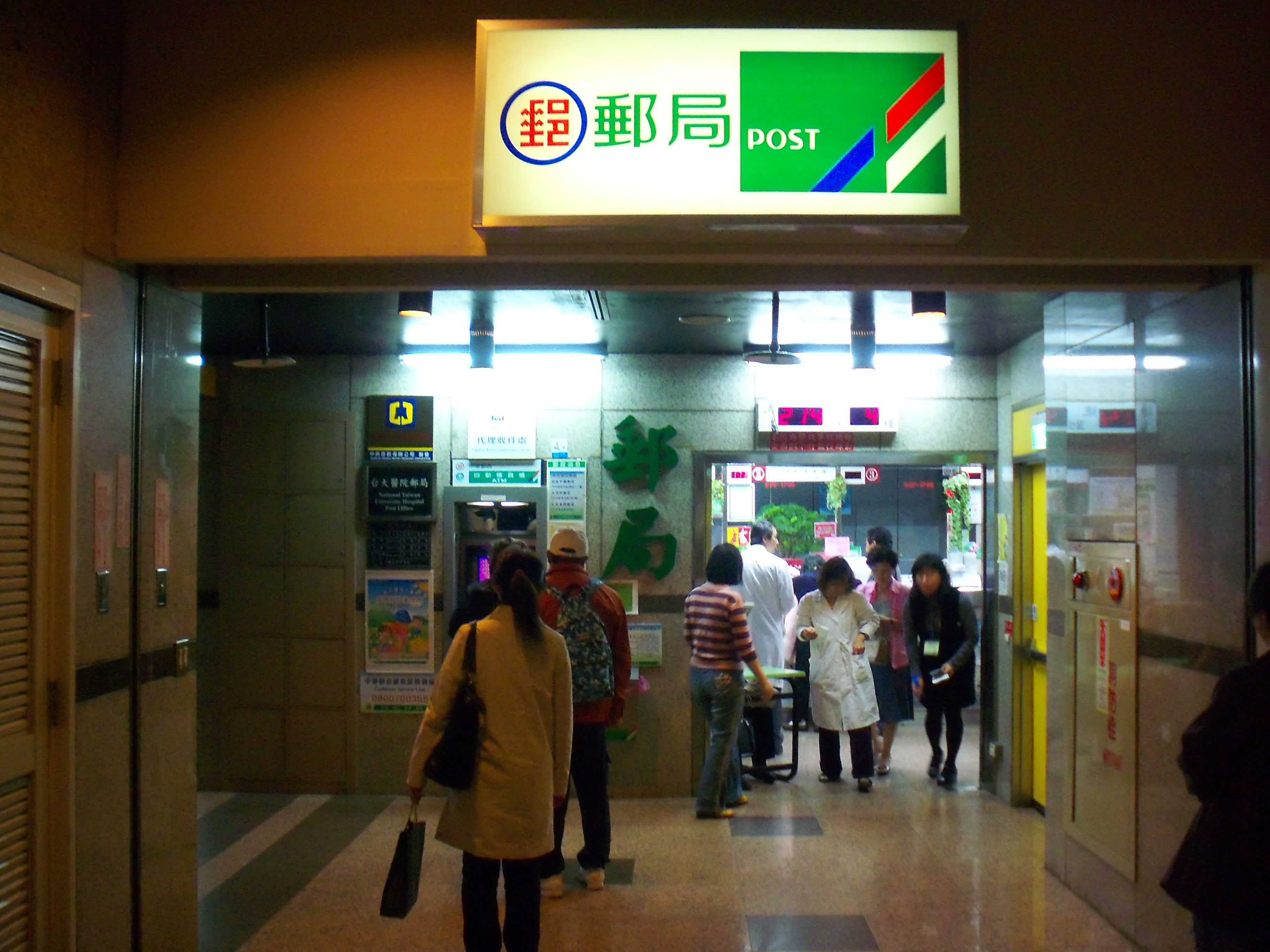
臺大醫院郵局
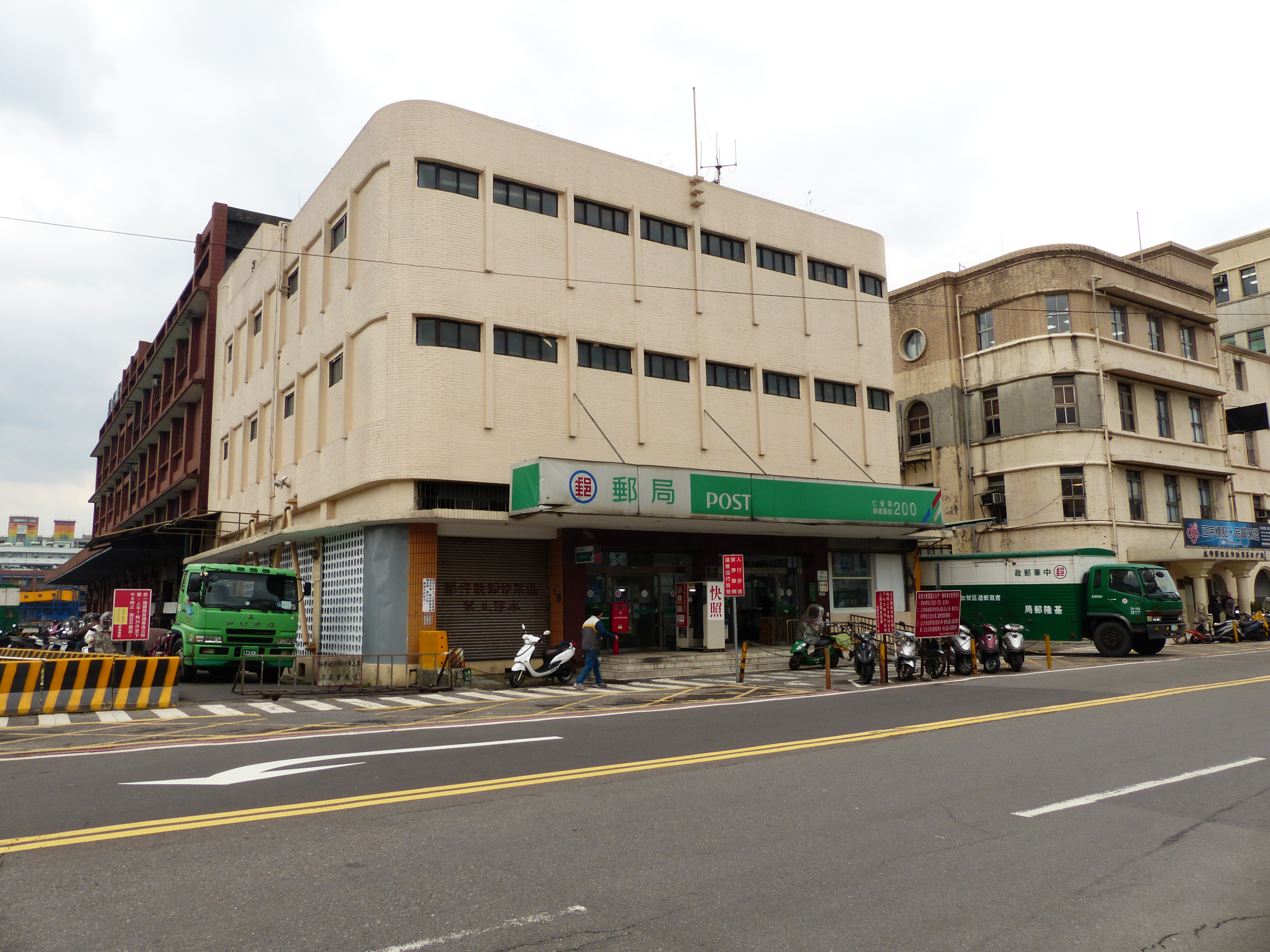
基隆港西街郵局
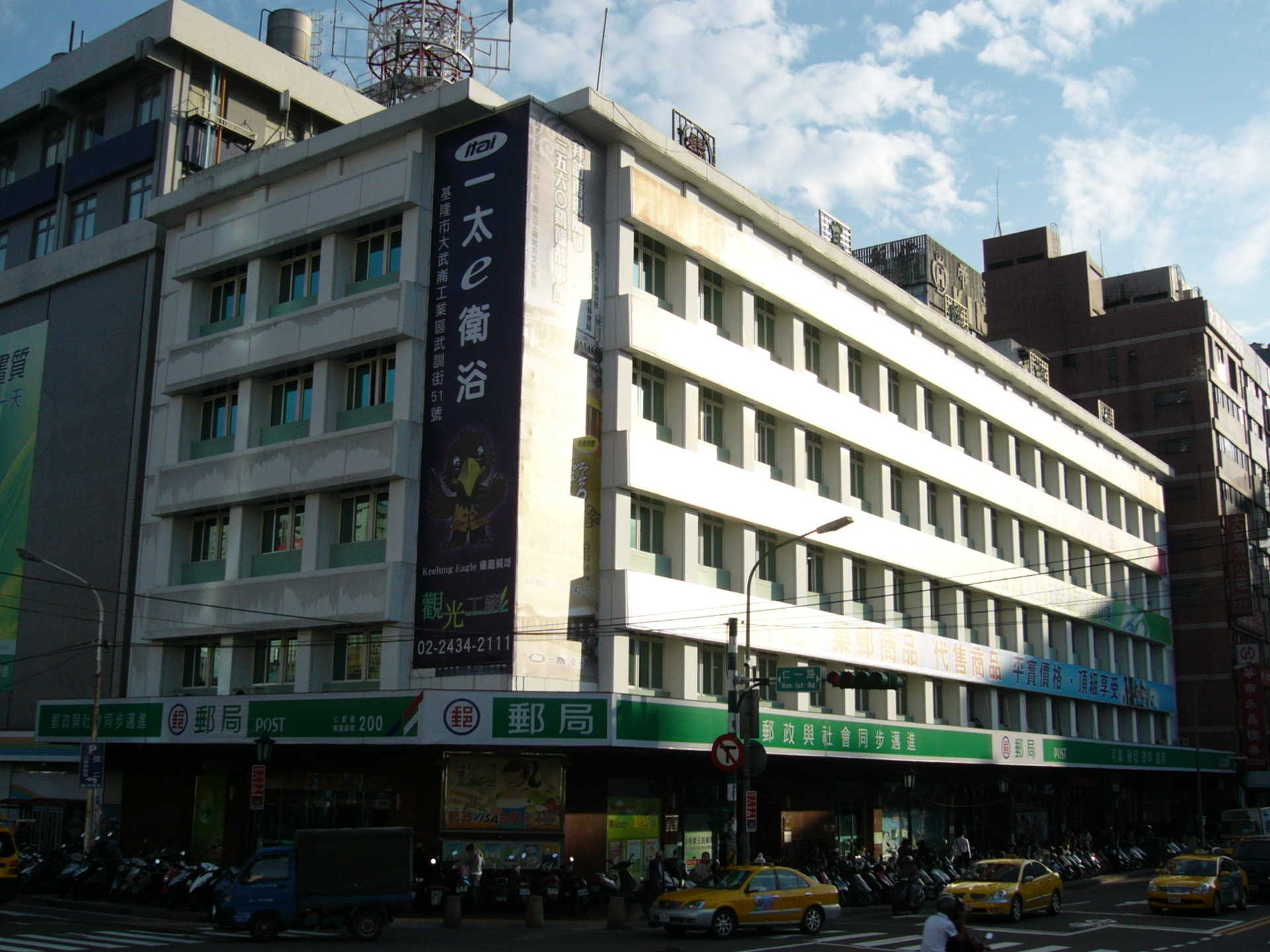
基隆愛三路郵局
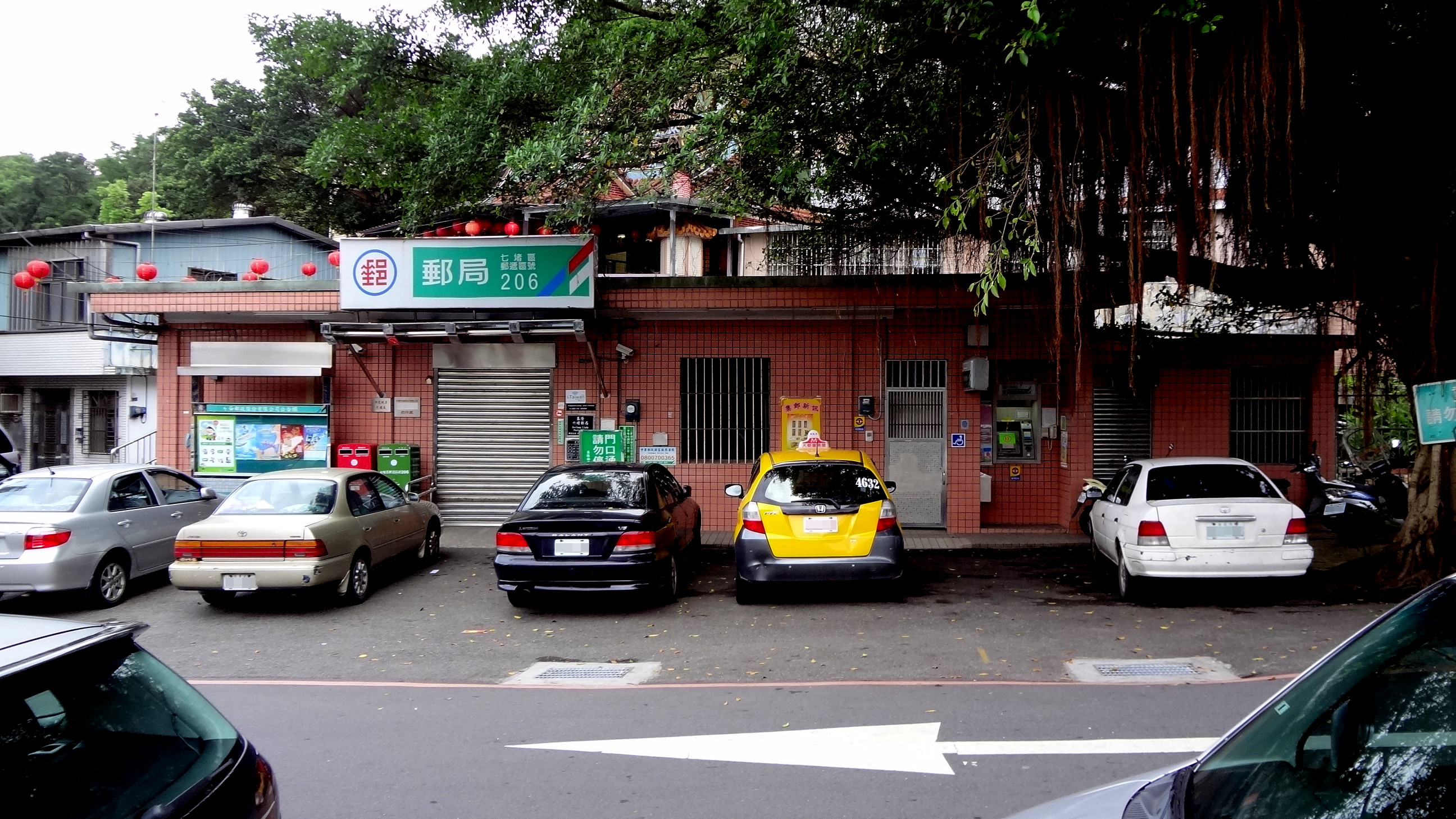
基隆六堵郵局
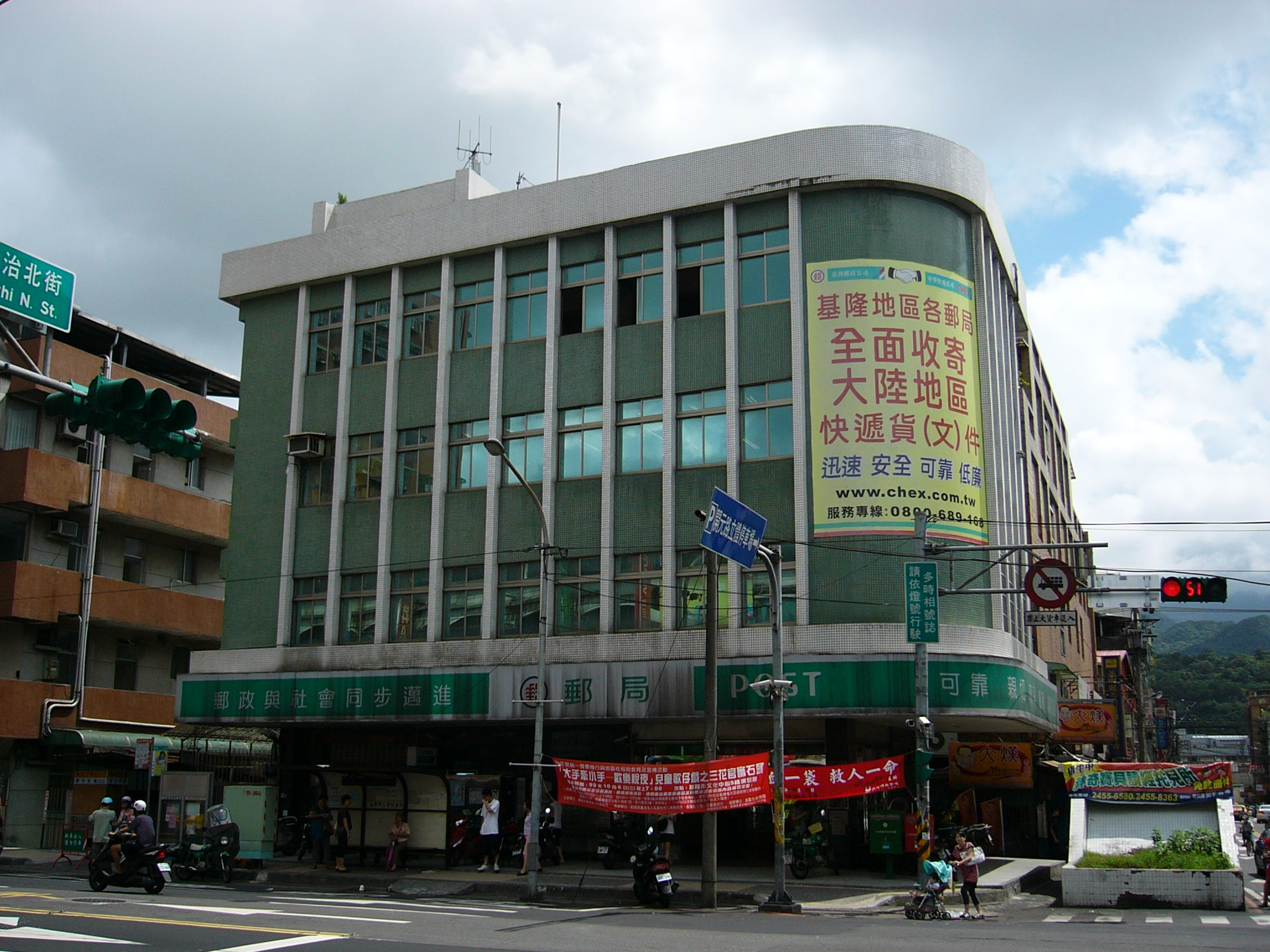
基隆七堵郵局
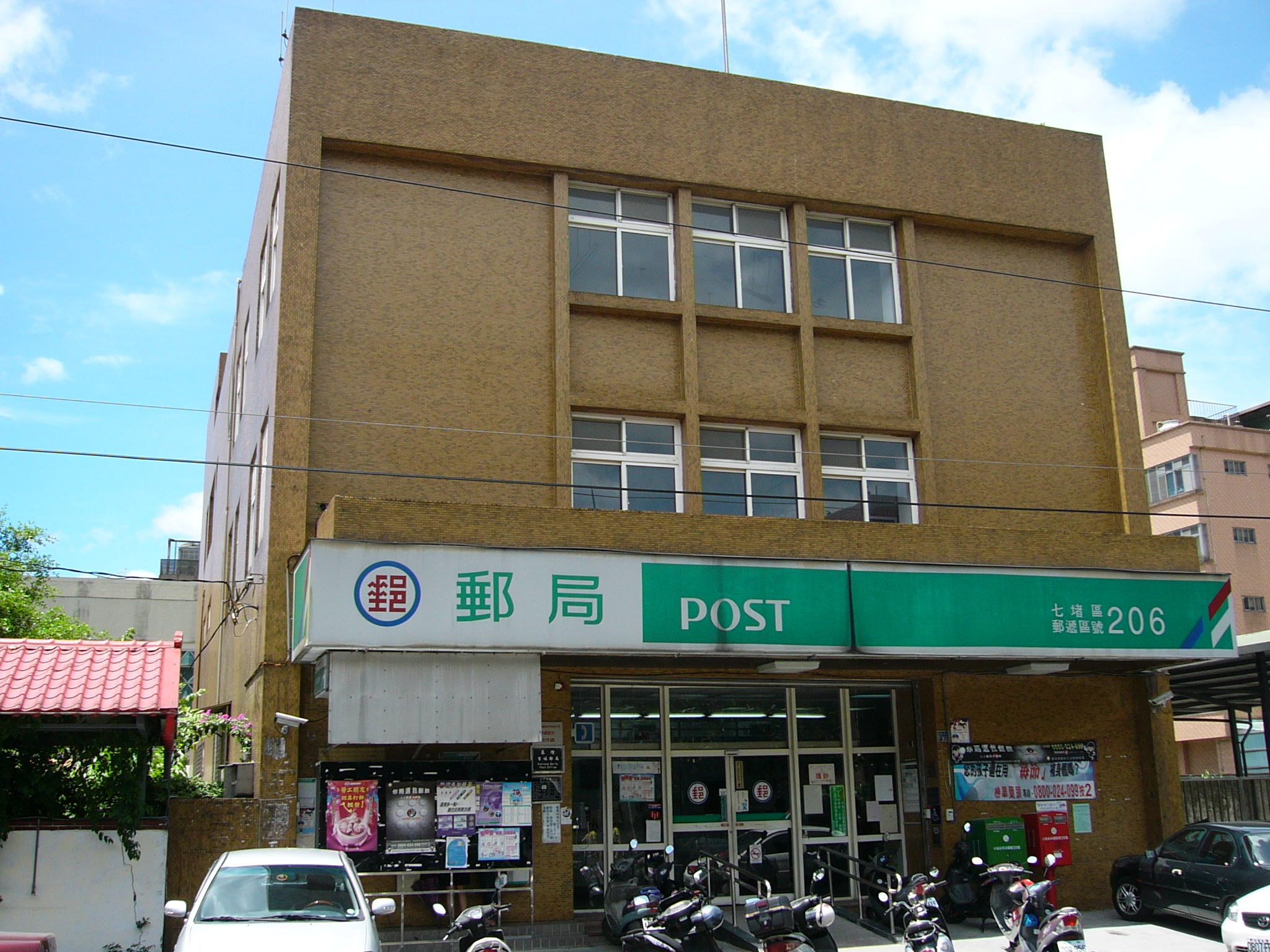
基隆百福郵局
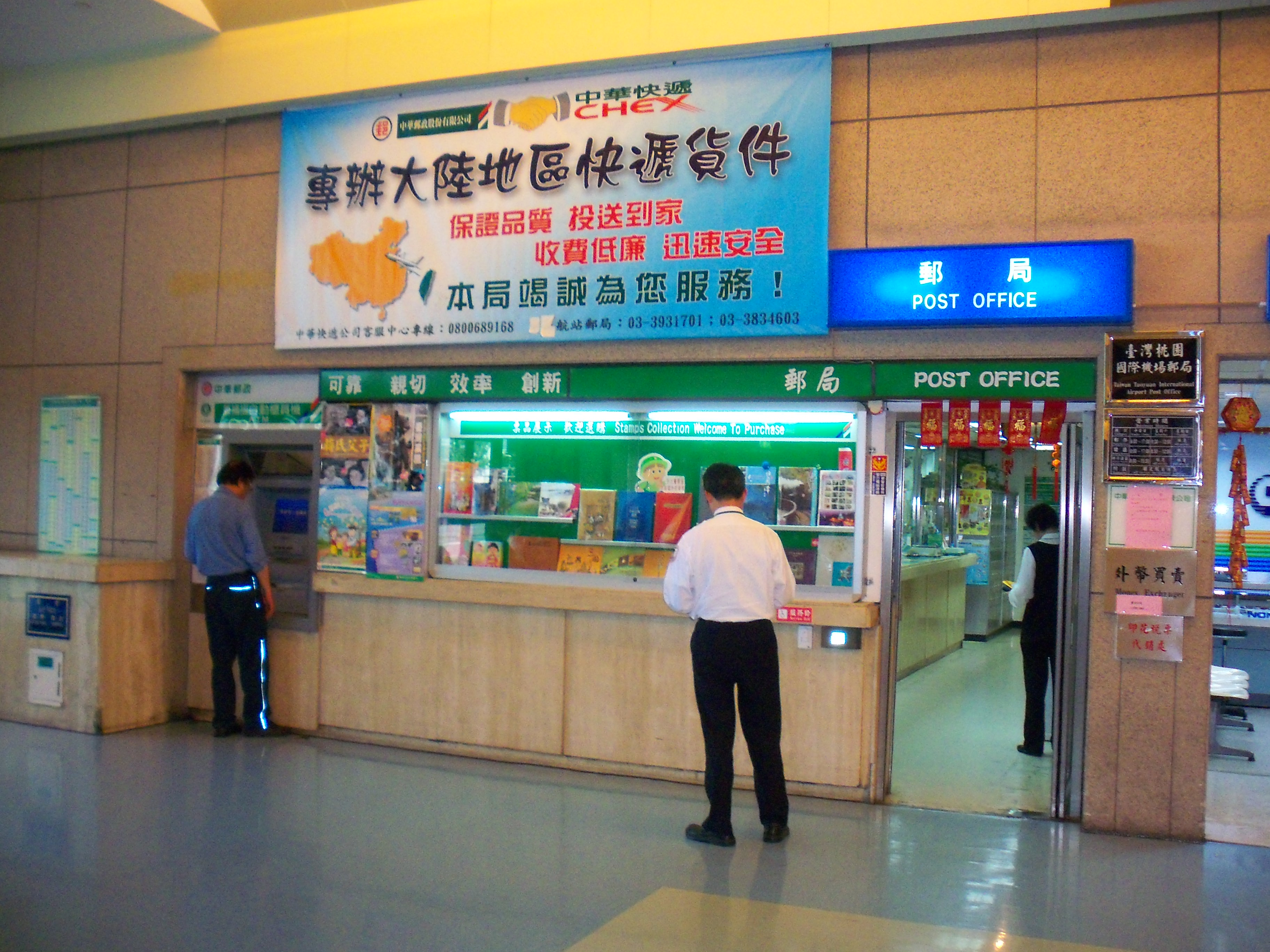
臺灣桃園國際機場郵局
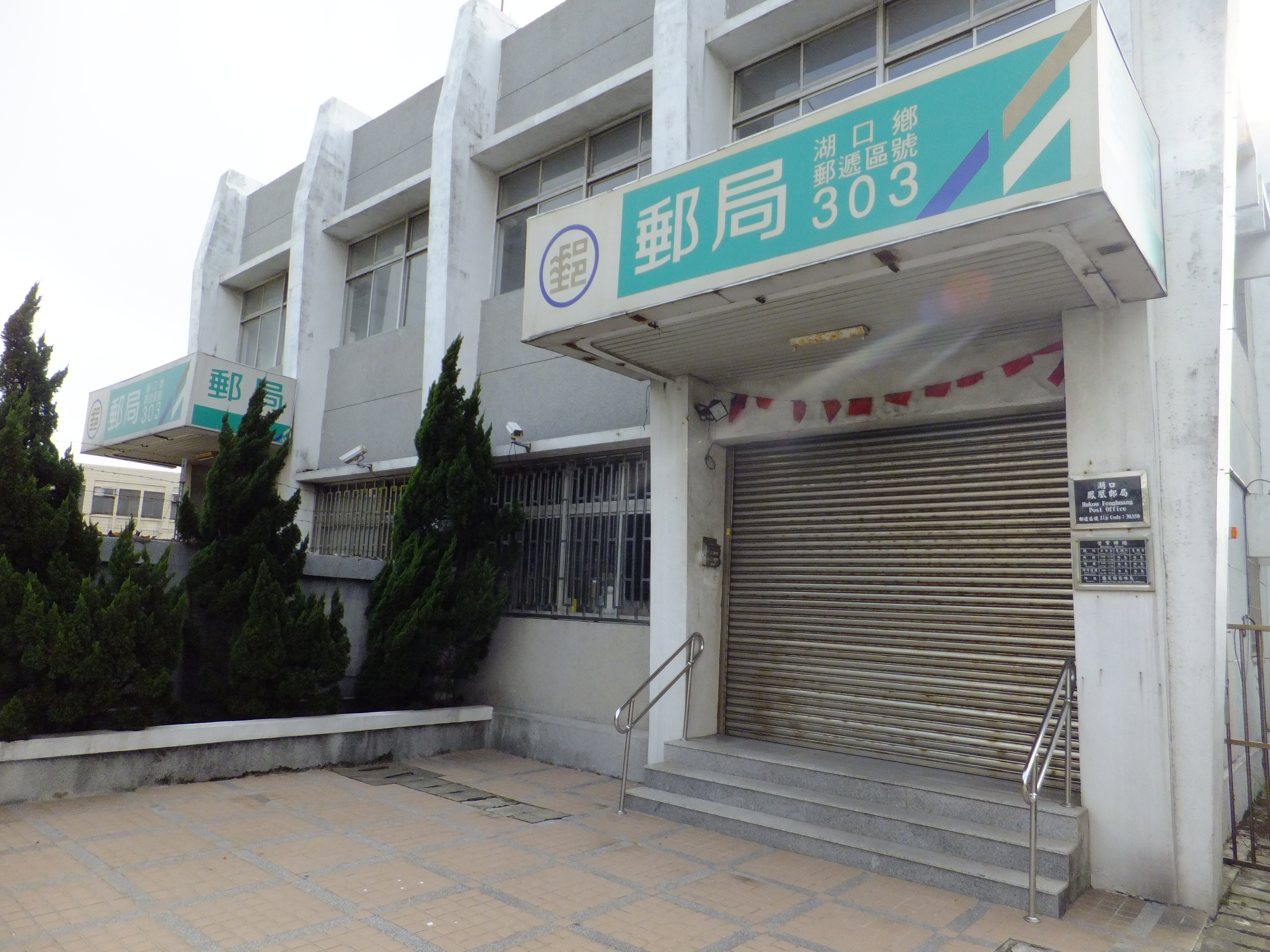
新竹湖口郵局
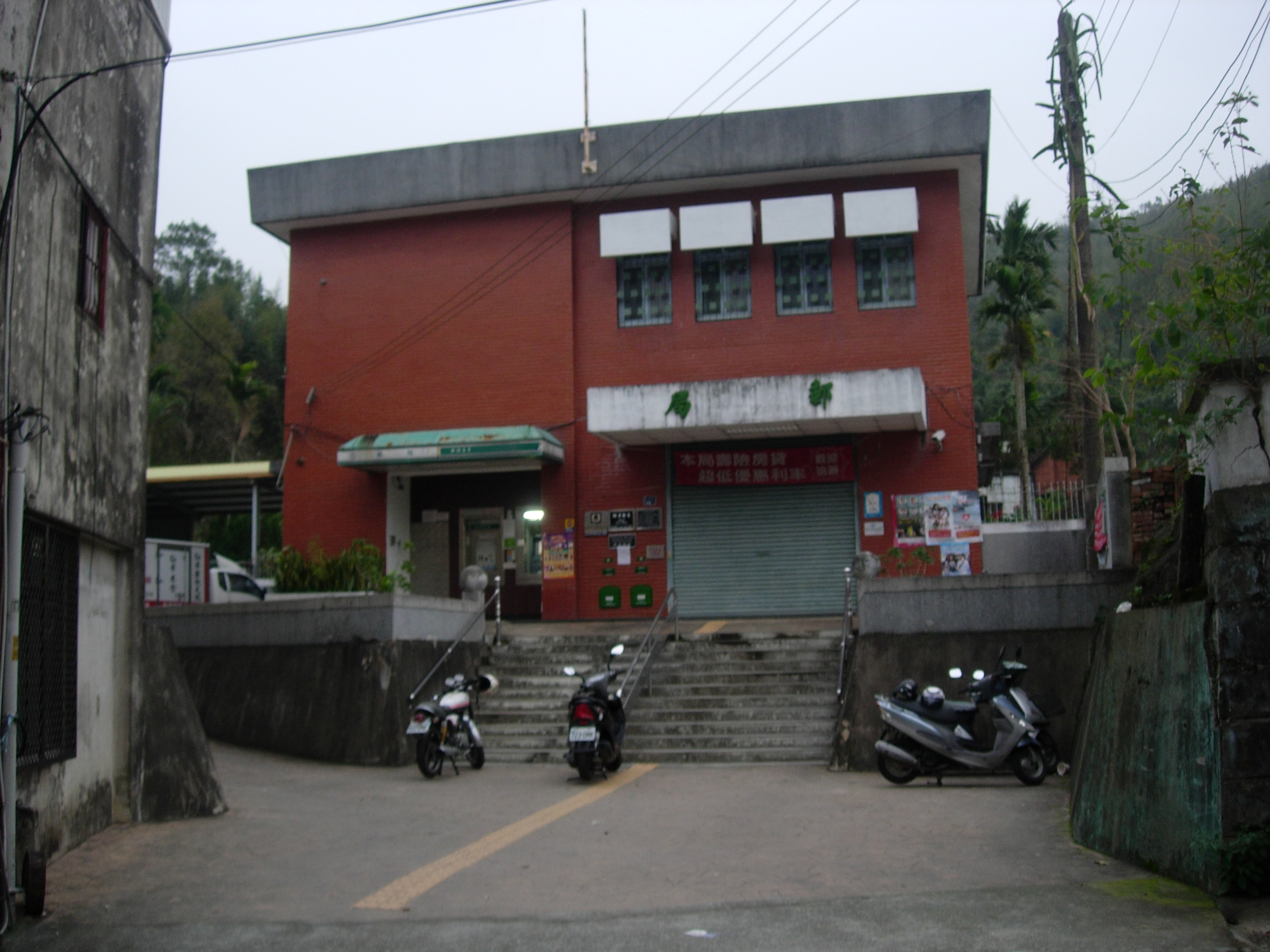
苗栗獅潭郵局
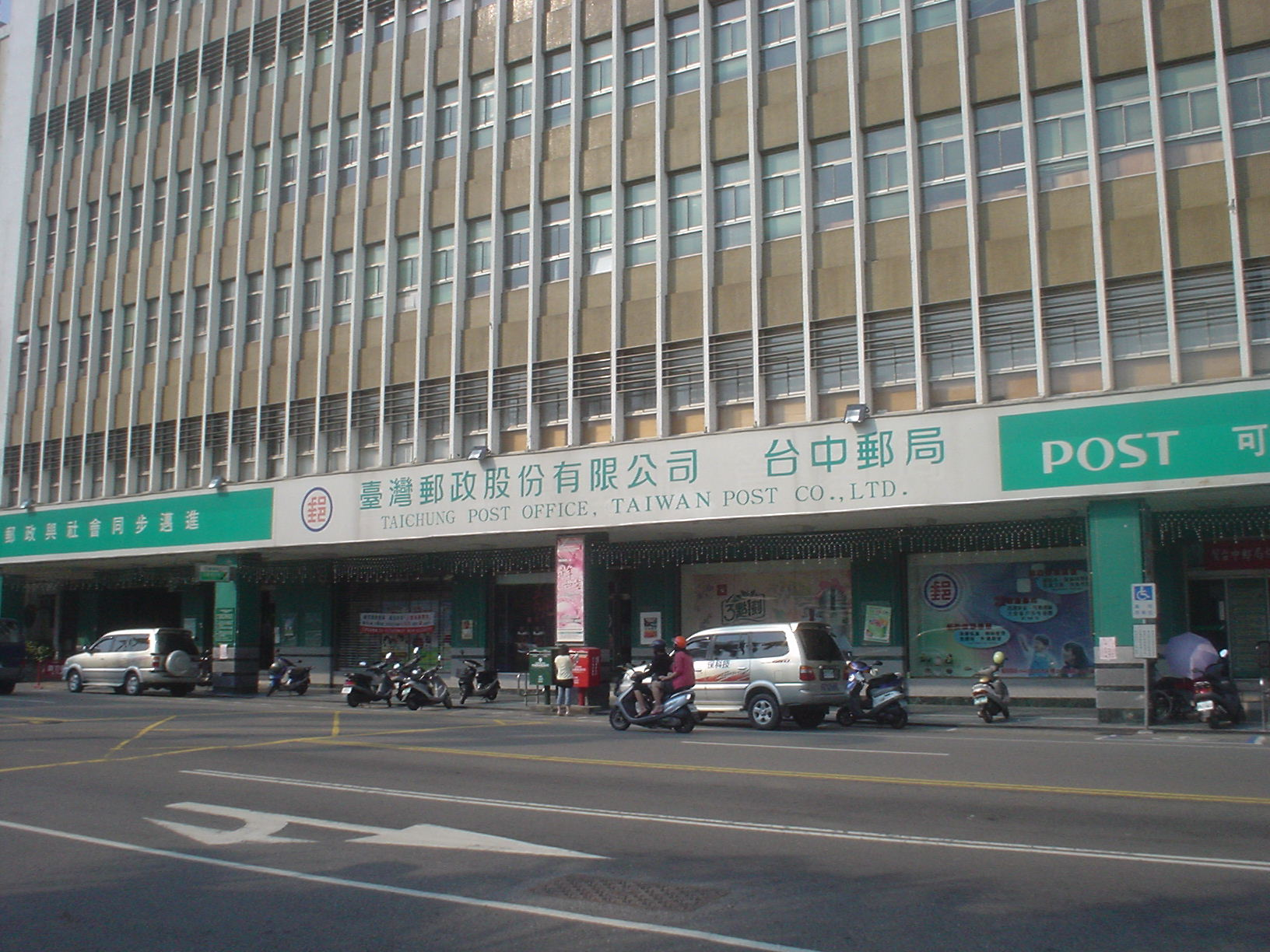
臺中郵局
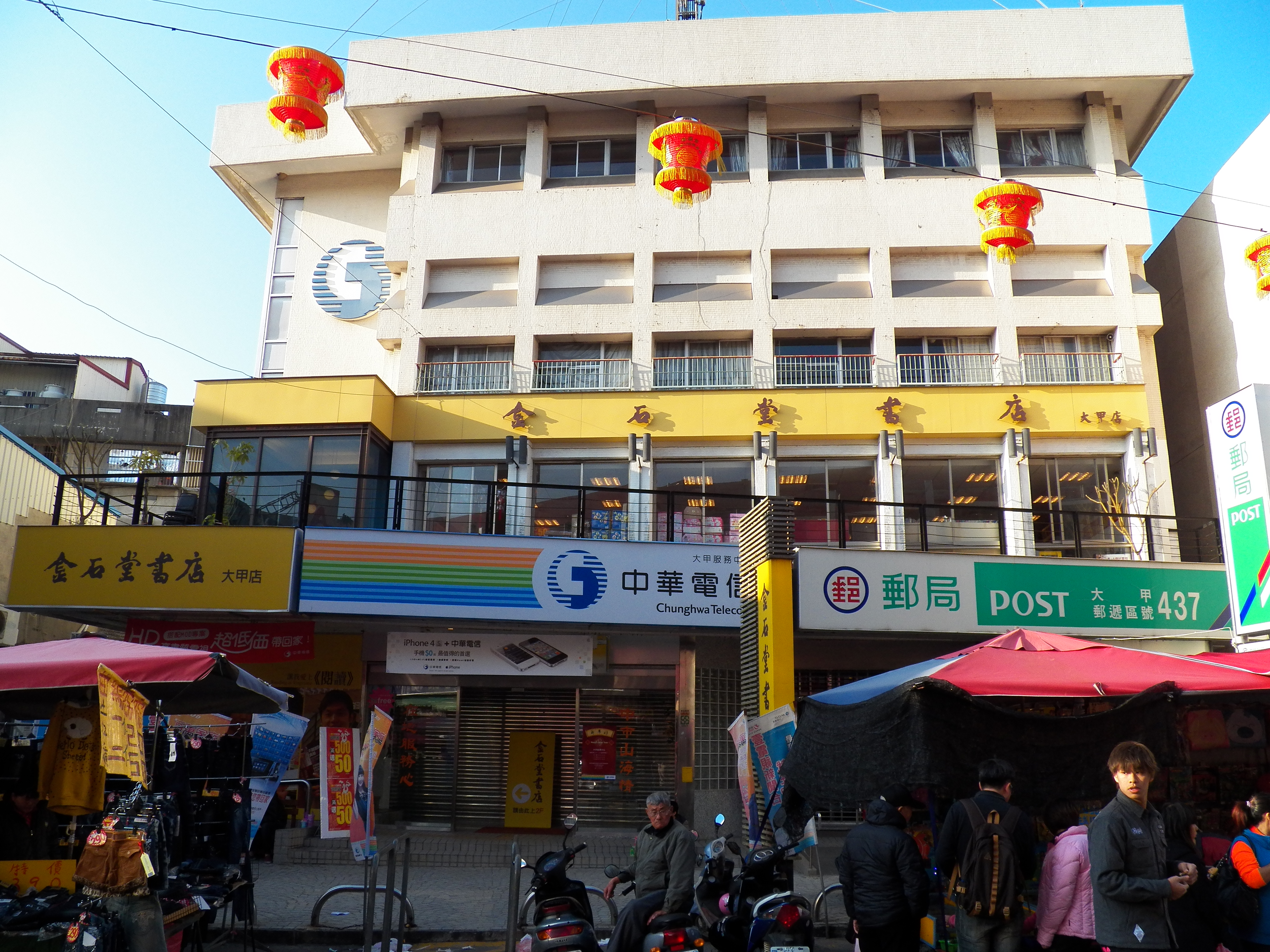
臺中大甲廟口郵局
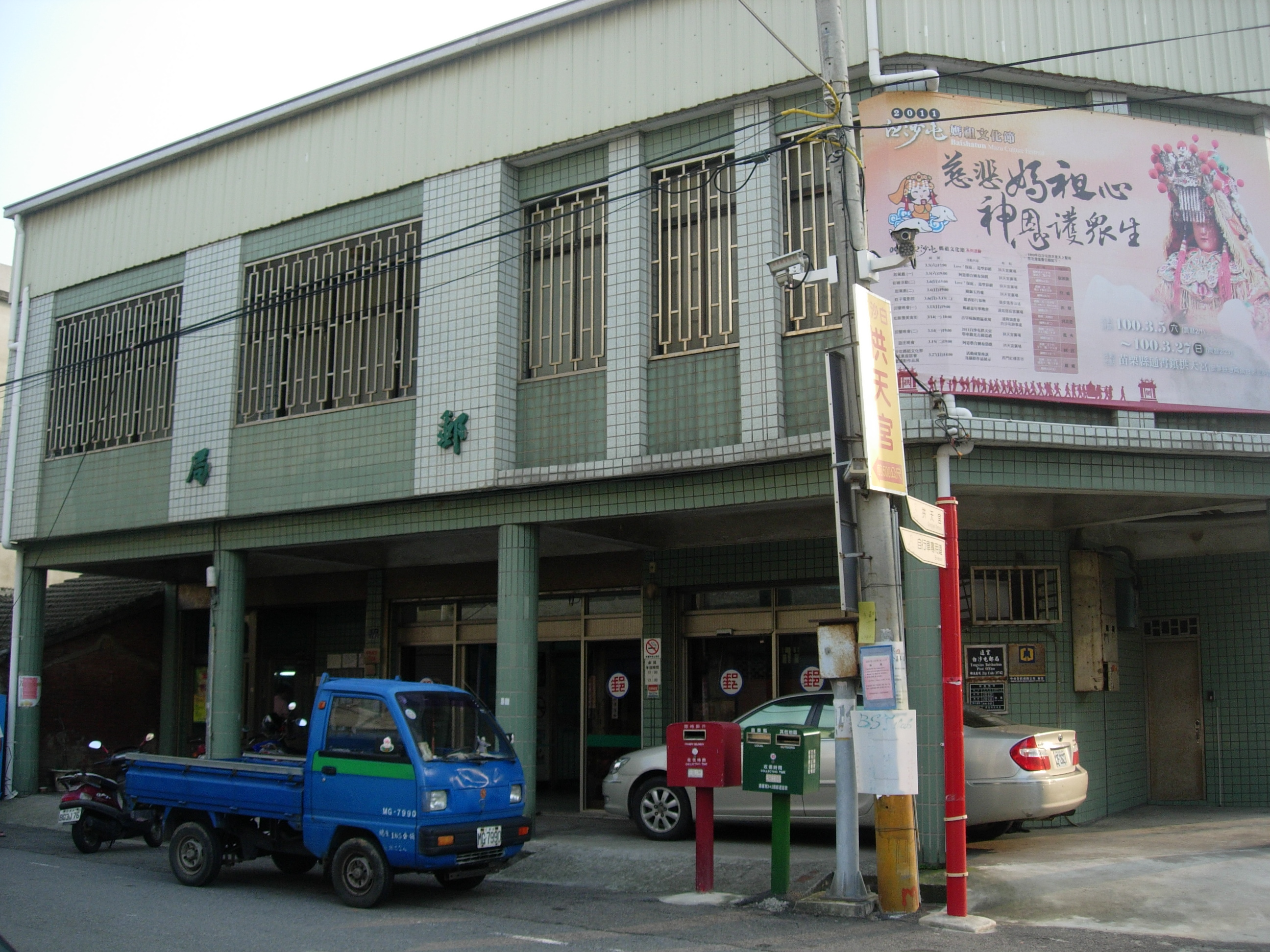
苗栗白沙屯郵局
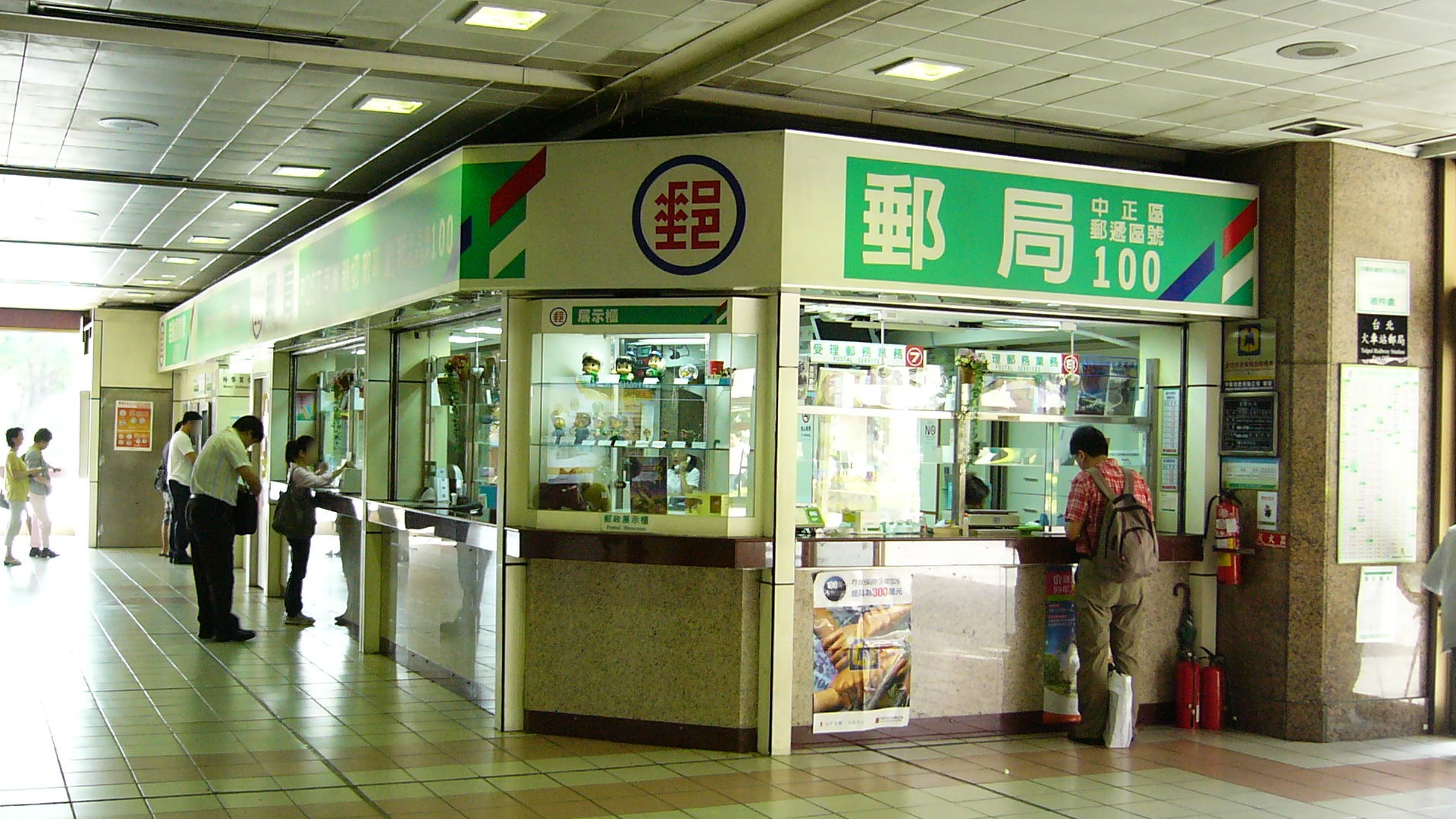
台北車站郵局
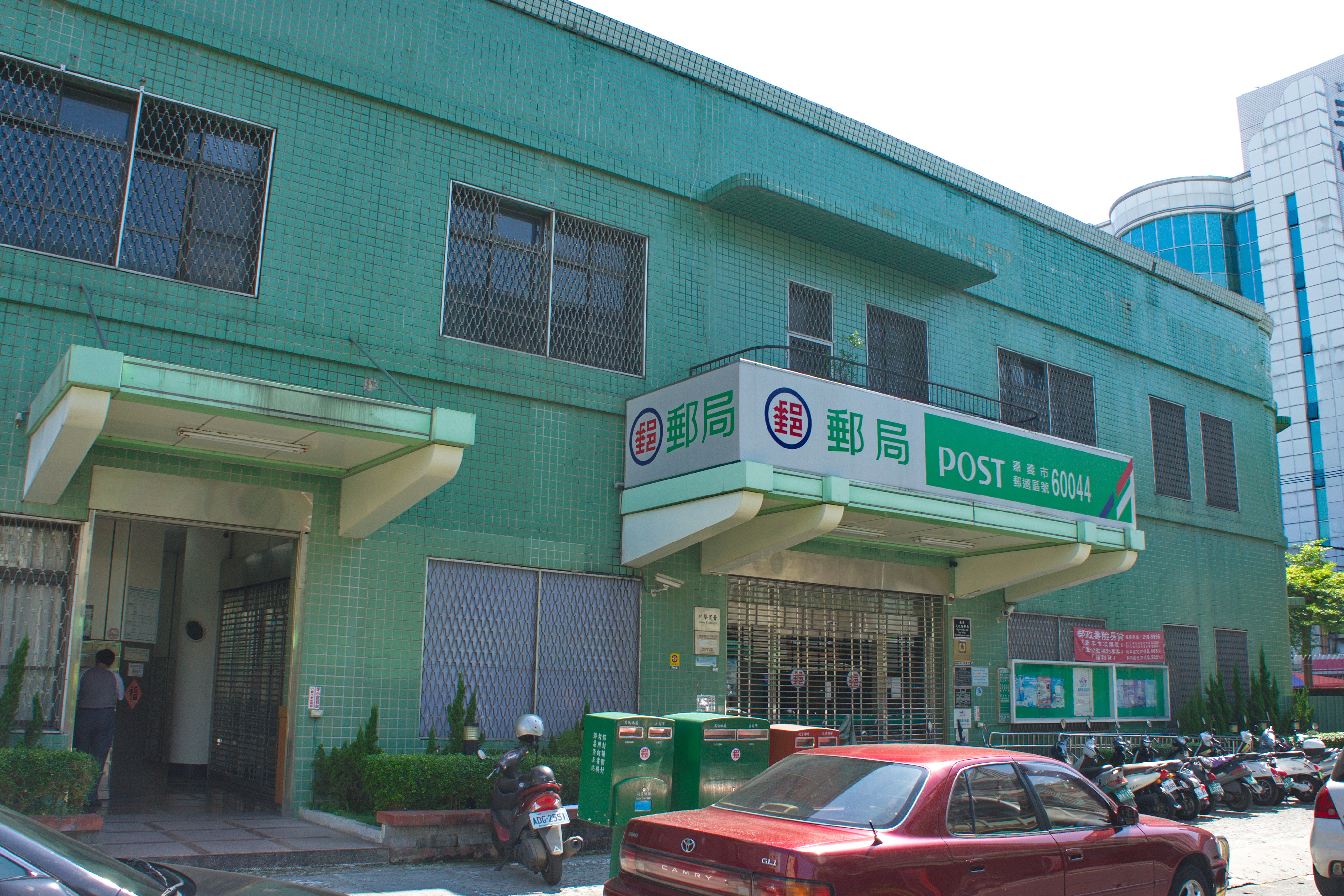
嘉義文化路郵局
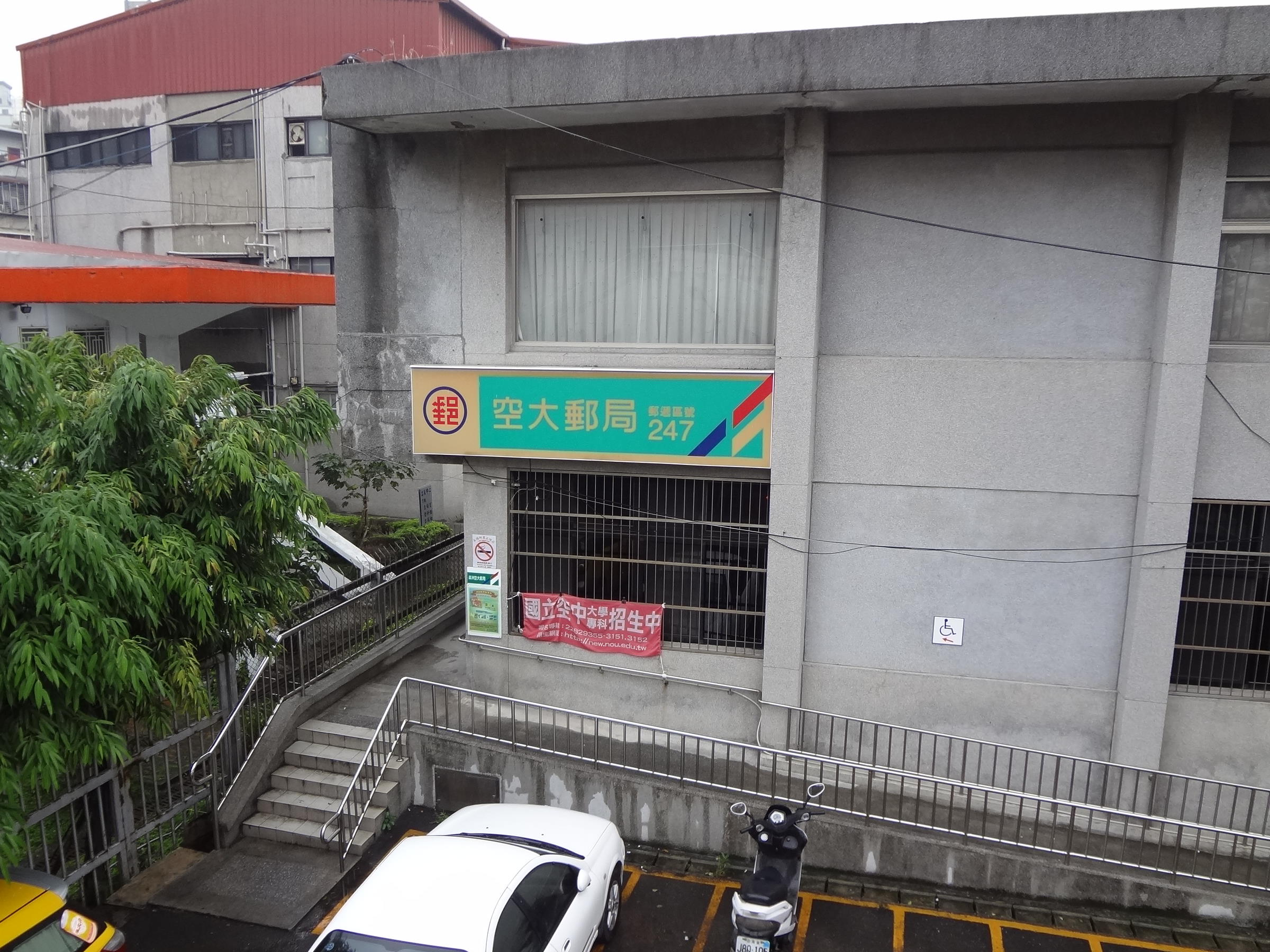
空大郵局
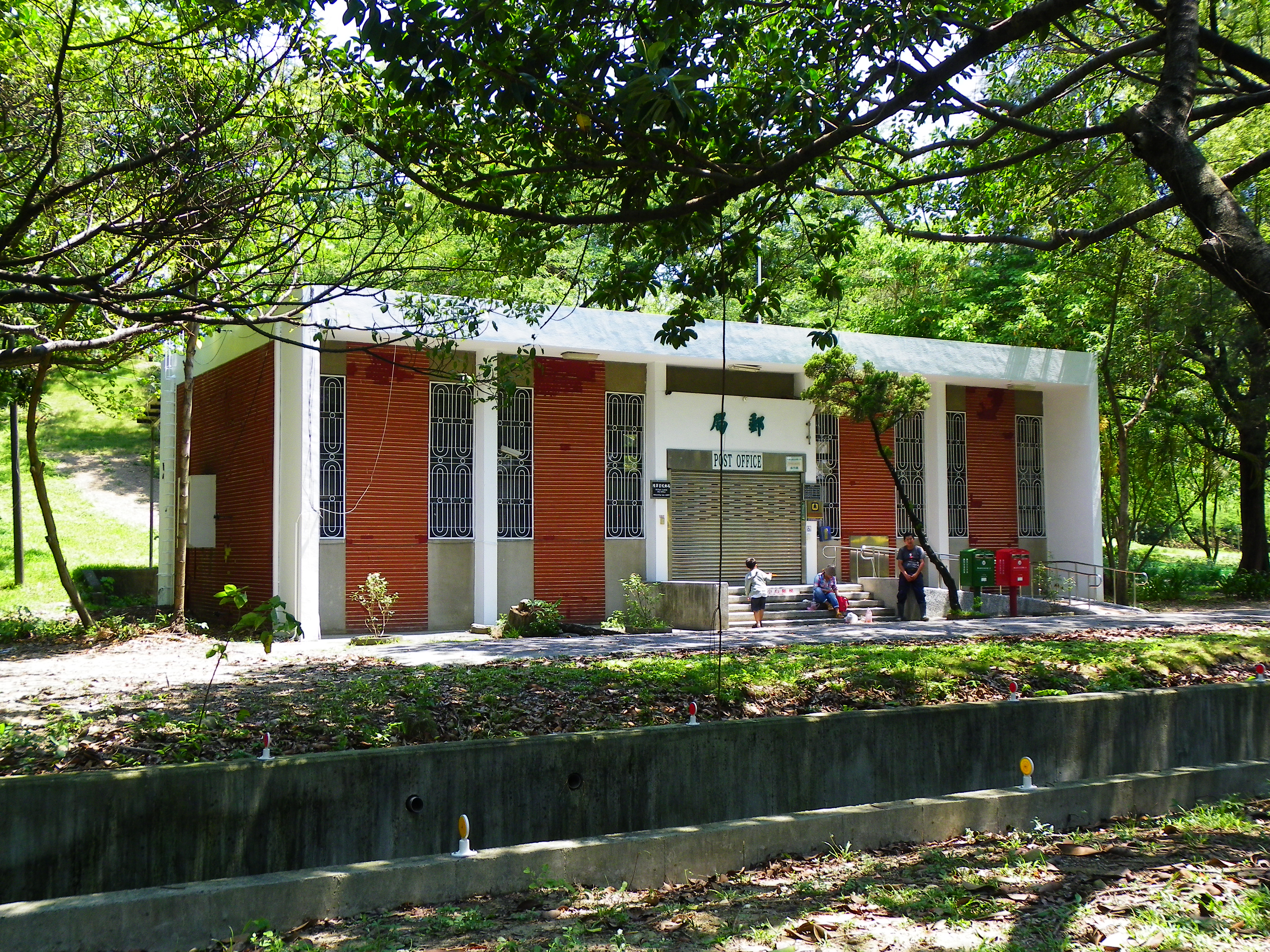
高雄陸軍官校郵局
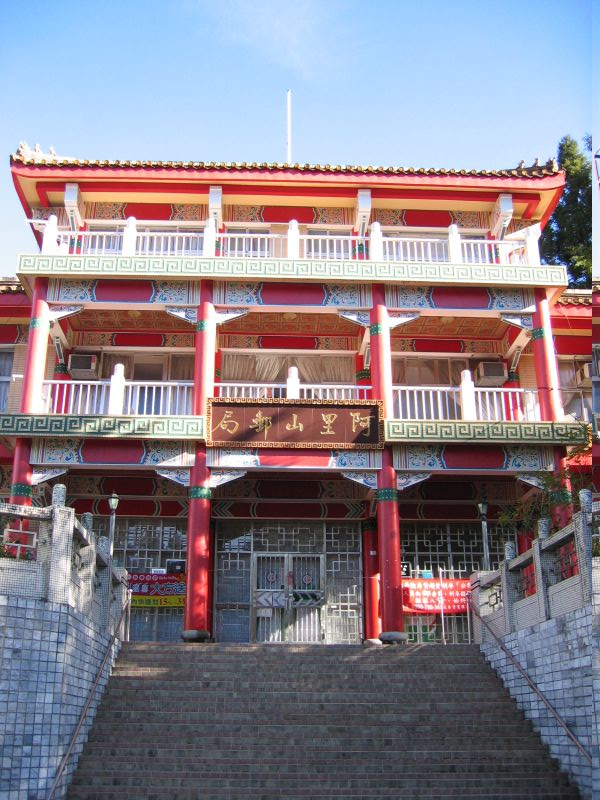
嘉義阿里山郵局，全臺最高的郵局
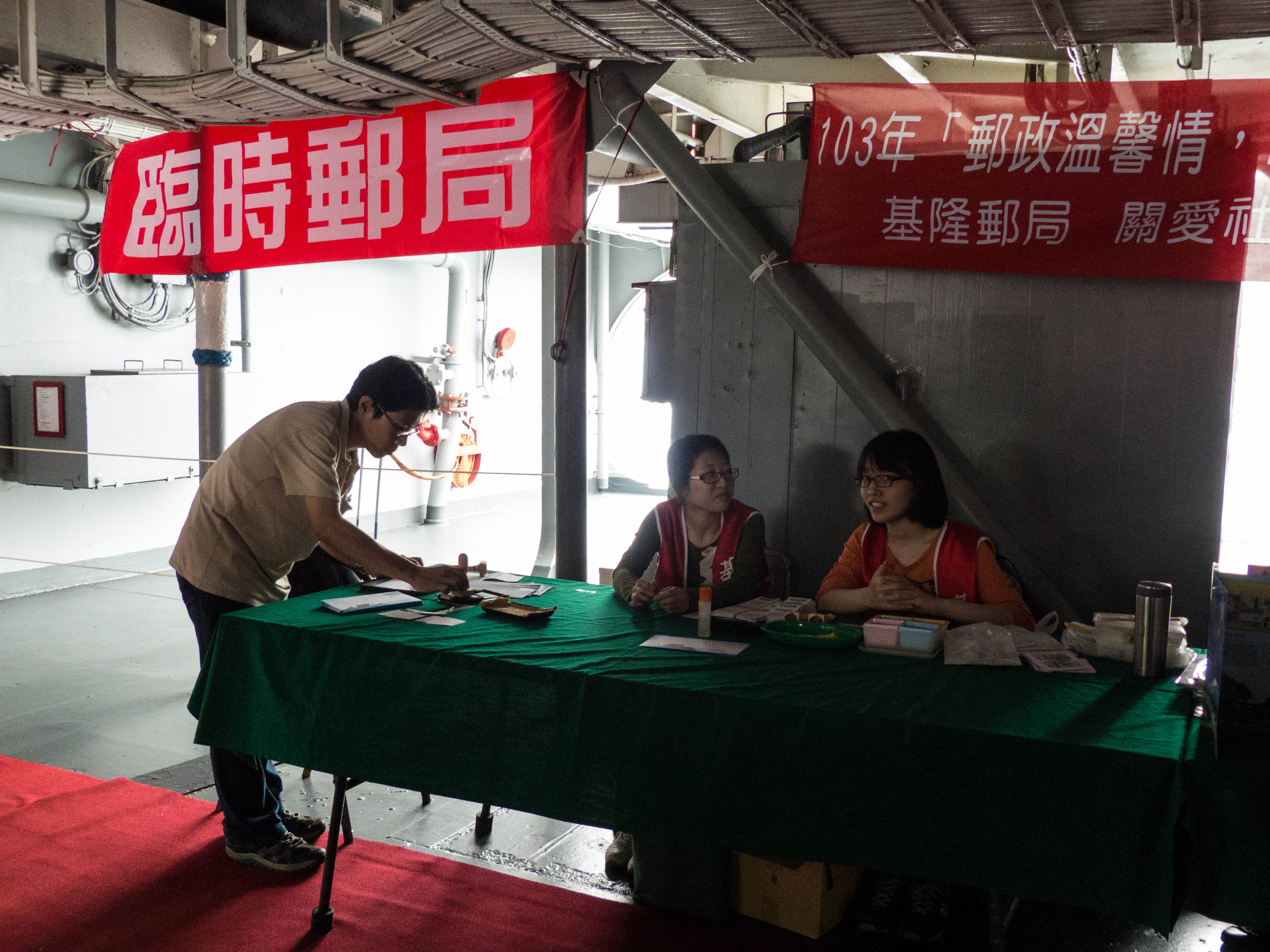
海軍103敦睦遠航訓練支隊基隆訪問，油彈補給艦武夷（AOE-530）艦上的敦睦遠航訓練支隊臨時郵局
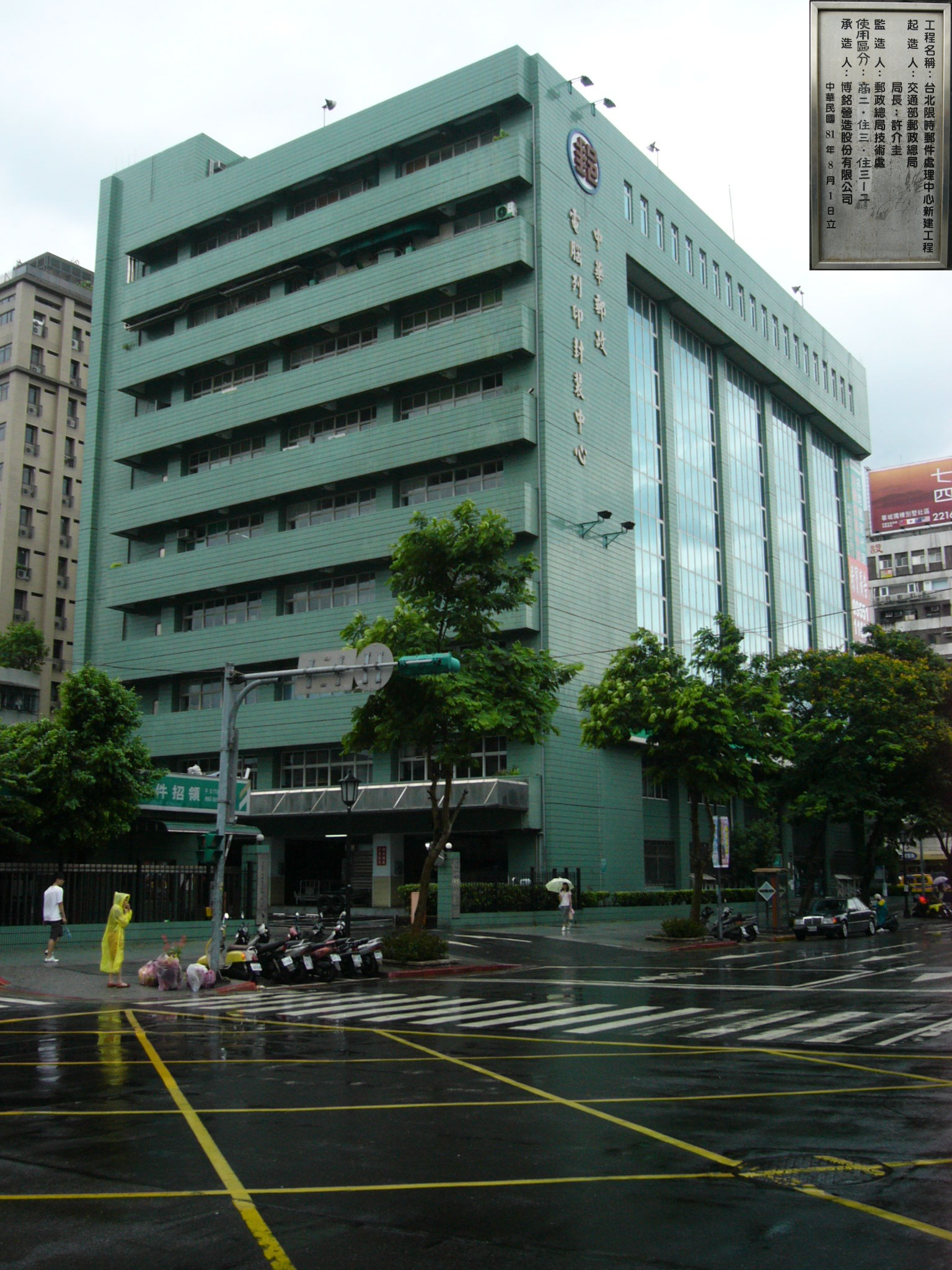
台北郵局限時大樓
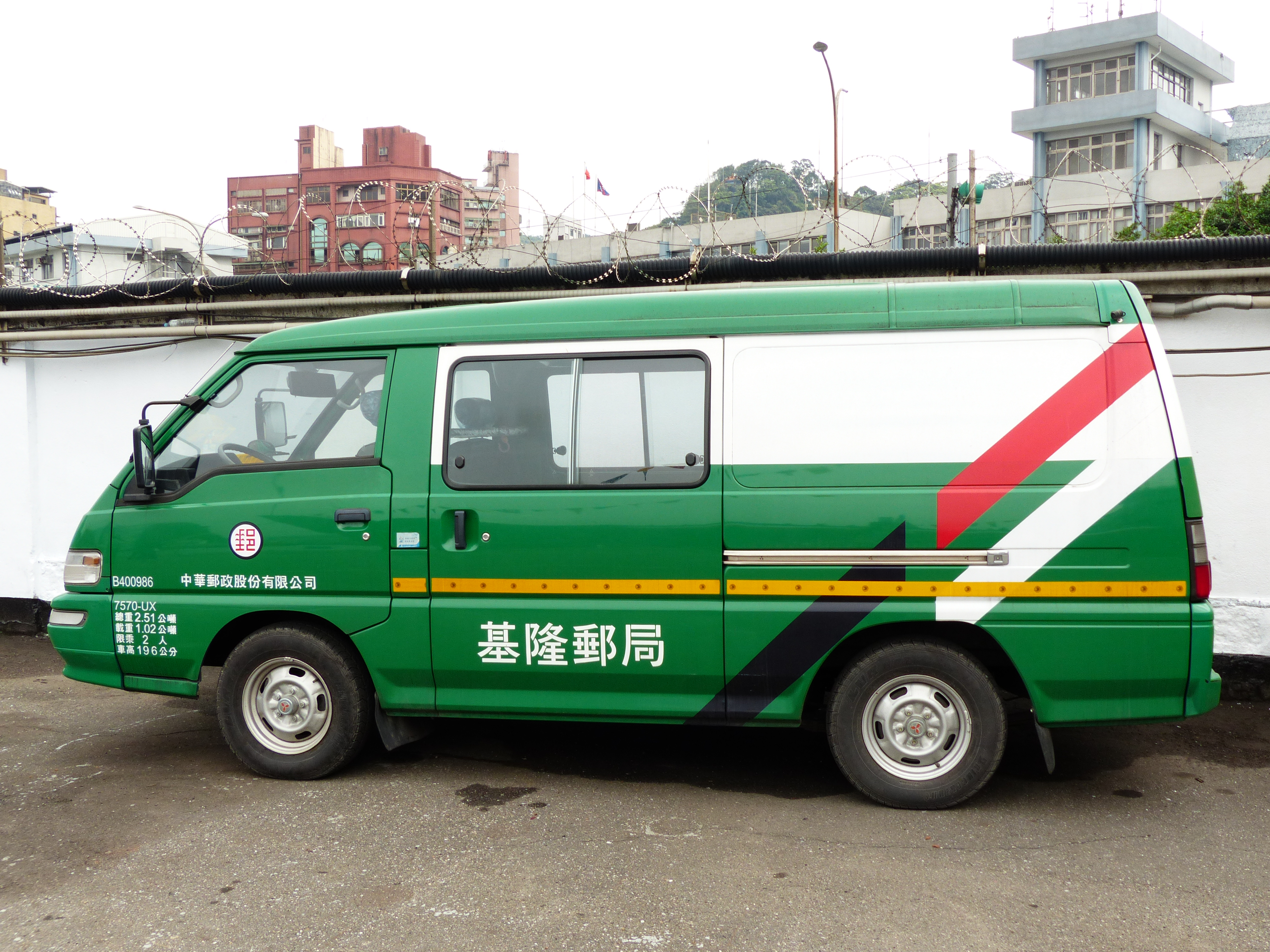
基隆郵局廂型車
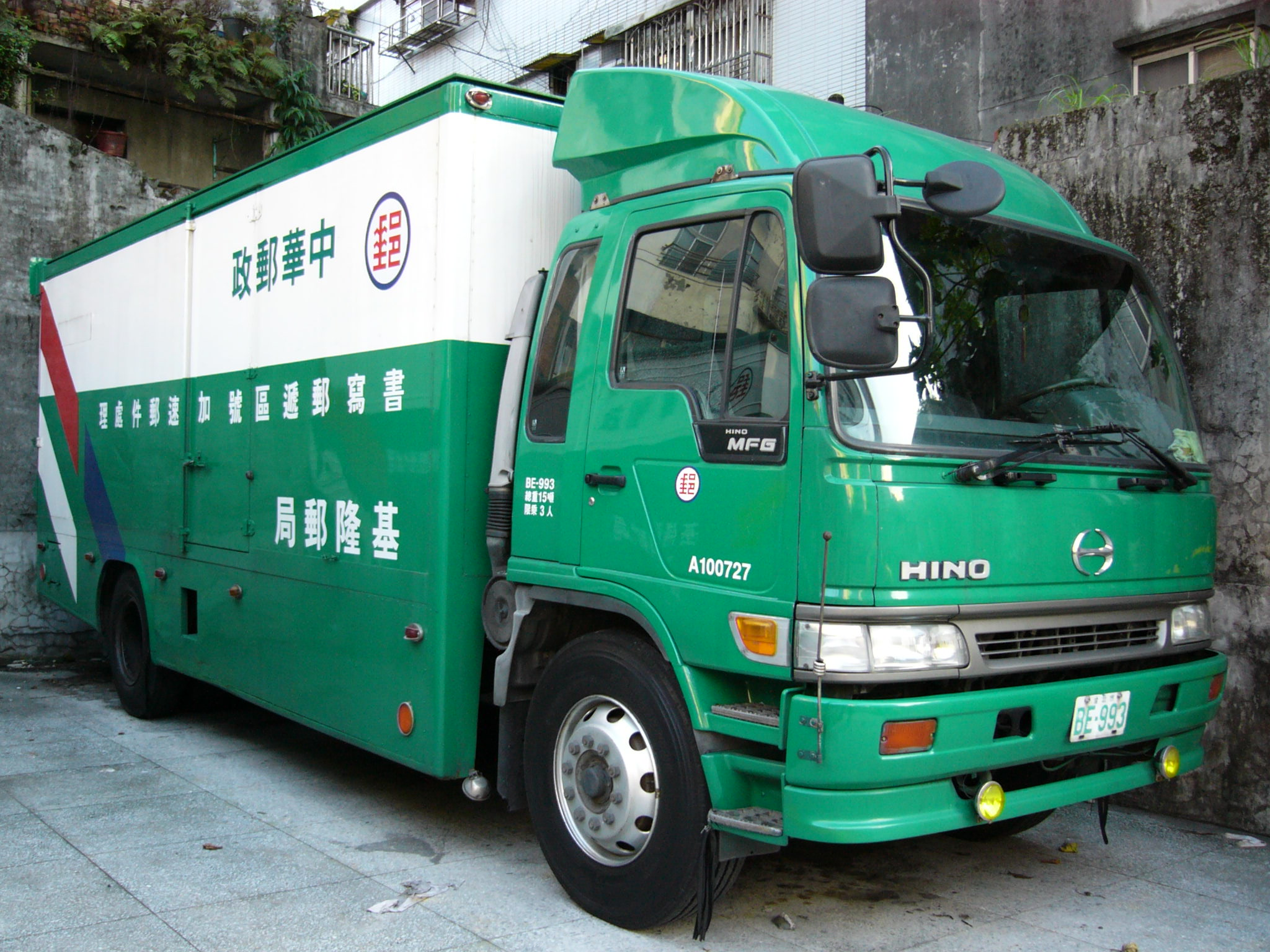
基隆郵局大貨車
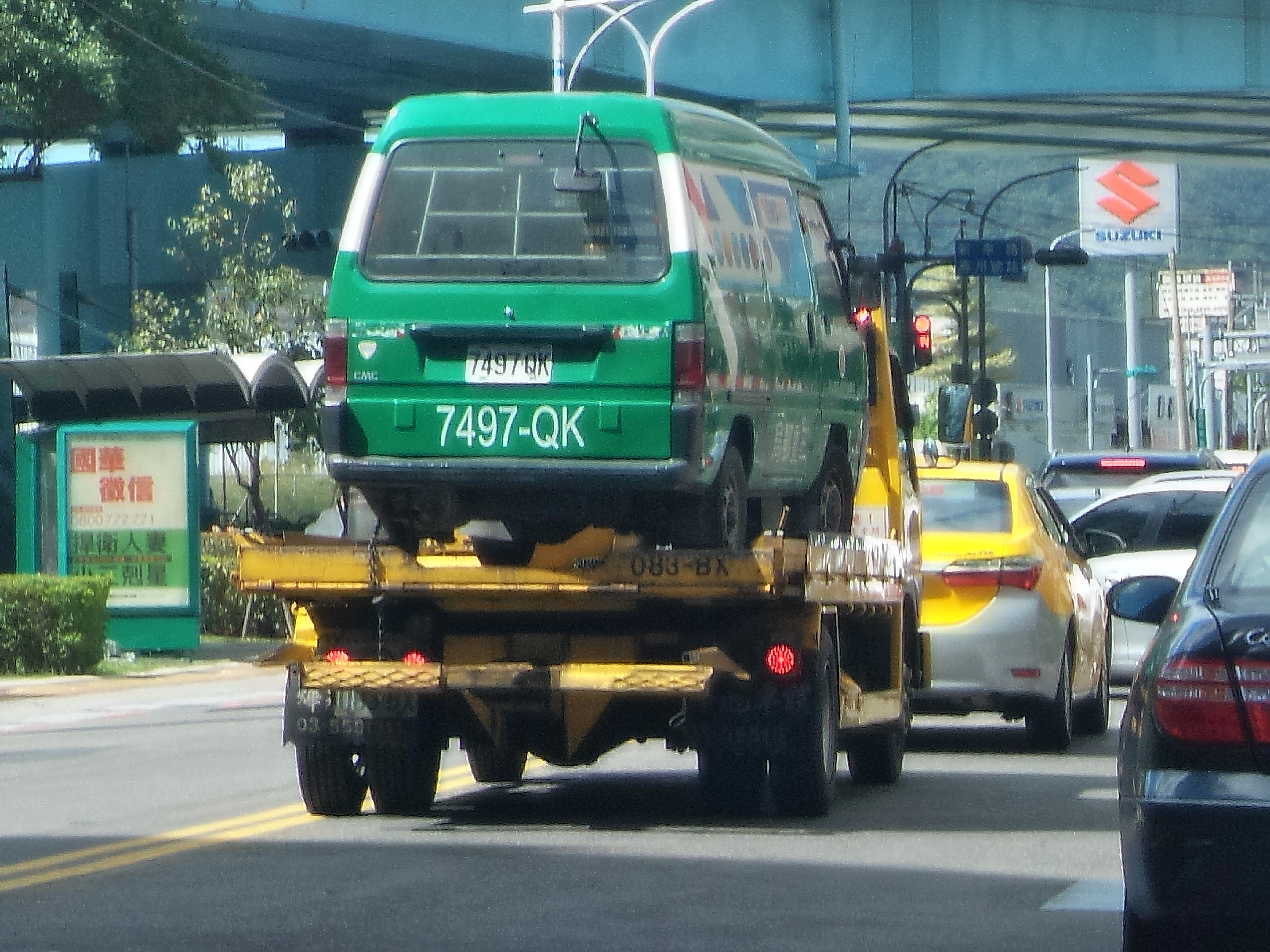
一台送修途中的郵政車

## 郵票銘記與變更

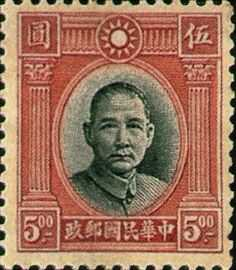
國父像倫敦一版郵票（1931年）
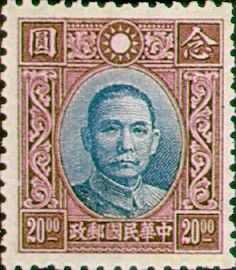
國父像香港中華二版有水印郵票（1942年）
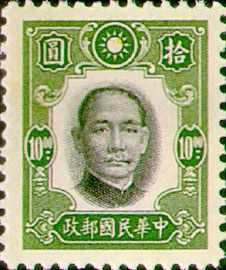
國父像紐約版郵票（1941年）

| 範圍                    | 起始           | 郵票套號 | 郵票名稱                                                        | 所用銘記 |
| ----------------------- | -------------- | -------- | --------------------------------------------------------------- | -------- |
| 大陸時期 （1912—1949）  | 1912年12月15日 | 紀3 紀4  | 中華民國光復紀念郵票（孫文像） 中華民國共和紀念郵票（袁世凱像） |          |
| 大陸時期 （1912—1949）  | 1913年5月起    | 欠6      | 倫敦版欠資郵票                                                  |          |
| 大陸時期 （1912—1949）  | 1913年5月5日起 | 常17     | 倫敦版帆船、農獲、辟雍郵票（國子監琉璃牌坊）                    |          |
| 大陸時期 （1912—1949）  | 1949年5月1日起 | 常63 航8 | 上海版單位郵票 上海版航空單位郵票                               |          |
| 在台時期 （1949年至今） | 1950年1月26日  | 欠16     | 國父像農作物1版改作「欠資」郵票                                 |          |
| 在台時期 （1949年至今） | 1955年10月31日 | 特4      | 蔣總統像影寫版郵票                                              |          |
| 在台時期 （1949年至今） | 1966年10月10日 | 常90     | 雁行圖郵票                                                      |          |
| 在台時期 （1949年至今） | 2007年2月28日  | 特505    | 二二八國家紀念館郵票                                            |          |
| 在台時期 （1949年至今） | 2007年4月25日  | 特501    | 可愛動物郵票—小貓熊郵票                                         |          |
| 在台時期 （1949年至今） | 2007年5月24日  | 特503    | 台灣名剎郵票                                                    |          |
| 在台時期 （1949年至今） | 2008年5月20日  | 紀311    | 中華民國第十二任總統副總統就職紀念郵票                          |          |
| 在台時期 （1949年至今） | 2008年5月29日  | 紀312    | 國立台灣博物館建館百週年紀念郵票                                |          |
| 在台時期 （1949年至今） | 2008年8月20日  | 特525    | 節慶郵票－義民節郵票                                            |          |

## 備考

### 兩岸通郵相關規範
由於海峽兩岸特殊的政治情勢，臺灣與中國大陸之間雖可通郵，但中華郵政對於中國大陸郵件的投遞上曾採取部分特殊的規定：
- 臺灣地區寄大陆地區收寄時，函件封面直接書寫大陸地區收件人姓名、地址及臺灣地區之寄件人姓名、地址。但封面收件地址書寫中共國號者，退請寄件人另換信封交寄。[38]（1）
- 大陸地區寄臺灣地區處理時，各局於處理過程中如發現進口函件封面書有中共國號或不妥文句者，應立即揀出送該局聯絡單位（無聯絡單位者送郵務部門主管或局長），按下列規定塗銷：
  1. 辦理塗銷中共國號或不妥文句時，務請注意維護封面之整潔。
  2. 封面收寄件人地址冠有「中華人民共和國」者，僅塗銷其中「人」、「共和」三字[d]。英文國名則僅塗銷「People's」一字[e]。
  3. 不妥文句全部塗銷。[38]（2）

在2008年12月15日兩岸直接通郵之後，此項規定已經被停止使用，唯預印「國際」字樣的信封或地址單，要另外換成「國際（地區）」字樣。

### 改名事件
2007年2月12日，在當時的執政黨民主進步黨所推動的「台灣正名運動」，中華郵政改名為「臺灣郵政」，但因為受到國民黨等在野政黨的強力反對，所以其設立的法源依據《中華郵政股份有限公司設置條例》一直未能經立法院修改通過，因此在法定名稱方面仍為「中華郵政股份有限公司」。2008年總統大選後，因民進黨敗於國民黨而失去政權，中華郵政董事會又於2008年8月1日決議回復到法定名稱。
- 2007年2月8日，時任總統陳水扁表示希望把中華郵政改名為「臺灣郵政」，是一系列「台灣正名」的政策之一。
- 2007年2月9日，雖然中華郵政工會發動抗爭企圖阻止董事會進行[40]，中華郵政董事會仍通過改名議案，將在2007年2月12日正式掛牌改名「臺灣郵政」[41]。部分人士認為，這次改名並不符合《公司法》與《中華郵政股份有限公司設置條例》[42]，因為現時法例只准「中華郵政」提供郵遞服務，改名後的「臺灣郵政」進行郵遞業務引起合法性的質疑與爭議[43]。
- 2007年2月12日，中華郵政自行改名為「臺灣郵政股份有限公司」，並於同日舉行掛牌儀式[44]。
- 2007年2月28日，台灣郵政改名後的首套郵票「二二八紀念郵票」發行，郵票票面的國名標示也從原本的「中華民國郵票」改為「臺灣」[45]。
- 2007年3月3日，台灣郵政董事長賴清祺請辭，遺缺由交通部常務次長何煖軒兼代[46][47]。
- 2008年5月28日，馬英九就任總統後，交通部發布新聞稿指出，8月起郵票票面改回「中華民國郵票」，也強烈譴責之前陳水扁政府不依法行政、率爾變更郵票票面國名。交通部部長毛治國表示，台灣郵政改回中華郵政，將一步一步來[48]。
- 2008年8月1日，依據立法院交通委員會於當年4月16日第2次會議中通過的「鑑於中華郵政改名……程序尚未完備，不合法定程序，爰要求……於6個月內應回復名稱……」之決議，台灣郵政召開第2屆董事會第15次會議，決議回復「中華郵政股份有限公司」之名稱，顧客權益維持不變[49]。

### 勞工工作問題
- 2004年7月27日，雲林縣麥寮鄉一名郵差死於廟前階梯上，身軀呈「大」字型。由於死者中午有到廟前小憩的習慣，當時一名民眾發現其休息過久，欲將其叫醒，發現其已死亡。雲林縣警察局不排除為過勞猝死，報請雲林地檢署驗屍[50]。

- 2011年1月15日，桃園市龜山區文化郵局郵務士吳佳育[51]在新北市五股山區上吊死亡。同事陳述，吳佳育每天工作10多個小時，要處理數十公斤的郵件，因心理壓力太大而尋短，呼籲中華郵政高層重視。

- 2012年6月7日，中華郵政屢遭內部員工投訴，也被勞動部勞動檢查查出員工超時工作。已被勞動部排名「血汗工廠」第三名[52]。

- 2015年3月，桃園市政府勞動局接獲檢舉，指楊梅郵局多位員工假日上班卻未發放加班費。桃園市政府勞動局調查屬實，局長潘鴻麟表示，以違反《勞動基準法》裁罰楊梅郵局新臺幣20萬元[53]。

- 2015年3月31日中午，大湖郵局郵務士劉慶松在苗栗縣大湖鄉大湖酒莊附近送信時，突然昏倒。路人打電話求救，緊急送醫後宣告不治，苗栗地檢署檢察官相驗後確認死因是心肌梗塞[54]。

- 2015年4月2日，勞動部勞動關係司司長王厚偉在立法院稱，中華郵政近三年就有八十件違反《勞動基準法》案件。同月3日，《自由時報》稱，該報記者進一步查證後發現，桃園郵局連續三年「違規最多」、「罰金最高」，分別被罰新臺幣十六萬、四萬、十萬元，成為「最血汗郵局」；龜山文化郵局則是連續三年被查獲違規，堪稱「最血汗支局」[55]。

- 2015年4月8日，YouTube上出現一段影片[56]「8分鐘教你如何教育勞工，打造幸福企業[57]」，內容為北投郵局主管為規避臺北市政府勞動局勞動檢查，會要求郵差造假「先簽退，再慢慢做」，以及恐嚇「加班時數報太多，會影響考績」。北投郵局則指，主管說明不清楚，引發誤解。

- 2015年4月13日，中華郵政接連爆出郵差猝死、工作超時等違法情況，被稱「血汗郵局」。上周勞動部發文給各地方政府勞工局要進行勞動檢查，中華郵政立刻提醒各地郵局「加強應對準備」[58]。郵差批評，還沒檢查就先通報做準備，質疑為官官相護。

- 2015年3月22日，莿桐郵局外包投遞人員吳女士工作中車禍往生，非正式人員無法獲得郵局撫卹[59]。

- 2015年4月23日，中華郵政副總經理江瑞堂說，郵局超時工作確實是大問題，但採工時制會有副作用：會讓部分人員基於人性慢慢做（怠工），以多領加班費[60]。

- 2015年1到5月，中華郵政光離職或提早退休的員工就高達320人，比2014年同期134人的約2.4倍，使中華郵政缺人[61]。

- 2015年6月24日，郵差上街抗議[62]「血汗郵工」，也抗議中華郵政工會。一群來自全臺和離島的郵差[63]近70人自發性發起抗爭，抗議中華郵政工會失能、質疑中華郵政工會失能導致血汗郵工問題嚴重。出席抗議現場的中華郵政工會理事長鄭光明因為有非郵局員工的桃園市產業總工會[64]加入並發言，而和桃市產總人員及郵差爆發口角和肢體推擠，在「動口不動手」口號下冷靜落幕。
- 2016年6月1日，桃園郵局郵務科中壢快捷股徐姓郵務士從自家屋頂跳樓輕生，遺書點名許姓與鄧姓同事，表明「事情因他們而起」，疑似職場霸凌[65]。

### 郵政商城詐騙問題
- 2016年5月24日，中華郵政爆發郵政商城會員個人資料外洩1.7萬筆[66]。中華郵政表示，5月19日有民眾反映他前一天下午訂了郵政商城的玉荷包，之後接到電話告知他訂單有問題、要他去操作ATM改設定，因此被騙新台幣2萬多元。中華郵政隨即報案，內部調查發現，郵政商城近半年內的網購訂單資料約有1萬7千多筆被竊，但資料不包含銀行帳號、信用卡卡號、身分證字號和生日等資料。中華郵政對民眾致上最深的歉意，中華郵政攸關帳戶資料和資訊安全上也將盡力維護，並將研擬加強保護客戶資料控管。[67]

## 出版品
- 《今日郵政》月刊，首期1958年1月，ISSN 05292786
- 《郵票目錄》年刊
- 各式郵摺與各式郵票紀念專冊
- 集郵叢書系列

## 外部連結
- 官方网站
- 中華郵政的Facebook專頁